# 6. April
Der 6. April ist der 96. Tag des gregorianischen Kalenders (der 97. in Schaltjahren), somit bleiben 269 Tage bis zum Jahresende.

## Ereignisse

### Politik und Weltgeschehen
- 46 v. Chr.: Caesar besiegt mit seinen Truppen die Anhänger des römischen Senats unter Cato in der Schlacht bei Thapsus.
- 0402: Die Römer unter Stilicho schlagen die Westgoten unter Alarich in der Schlacht bei Pollentia. Stilicho setzt dem geschlagenen Feind jedoch nicht nach, weshalb die Westgoten sich wieder reorganisieren können.
- 1250: In Ägypten gelandete Kreuzfahrer des Sechsten Kreuzzugs kapitulieren bei Al-Mansura vor den Truppen des Turan Schah. Der französische König Ludwig IX. gerät in Gefangenschaft und wird später gegen Lösegeld freigelassen.
- 1320: Mehrere schottische Adelige unterzeichnen die Declaration of Arbroath, mit der Schottland seine Unabhängigkeit von England erklärt. Die Erklärung, die wenig später Papst Johannes XXII. in Avignon mit der Bitte um Unterstützung übersendet wird, ist die erste formelle Unabhängigkeitserklärung eines Landes.
- 1326: Orhan, der Sohn des Sultans Osman I., erobert die kleinasiatische Stadt Bursa. Sie wird in der Folge zeitweise zur Hauptstadt des Osmanischen Reichs.
- 1385: Zwei Jahre nach dem Aussterben des Hauses Burgund wählen die Cortes von Coimbra Johann I. zum König von Portugal. Er begründet die Dynastie Avis.

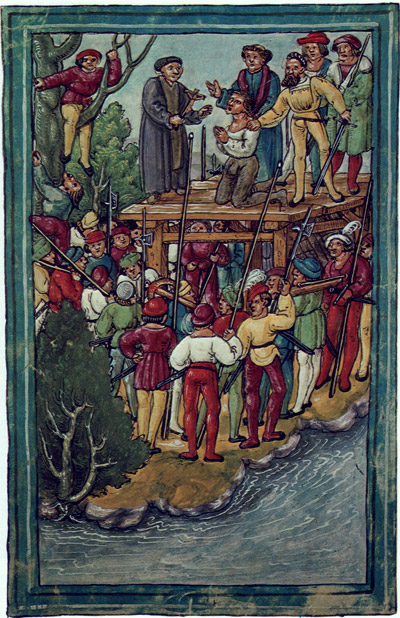
1489: Hinrichtung von Hans Waldmann

- 1489: Der Zürcher Bürgermeister Hans Waldmann wird nach einem Schnellverfahren hingerichtet. Er fällt Intrigen und auch einem Aufruhr der Landbevölkerung zum Opfer, weil er wildernde Hunde der Bauern töten ließ.
- 1631: Im Vertrag von Cherasco zwischen Kaiser Ferdinand II., Ludwig XIII. von Frankreich und Viktor Amadeus I. von Savoyen zur Beendigung des Mantuanischen Erbfolgekrieges verzichtet der Kaiser auf Mantua und Montferrat, mit denen Carlo I. Gonzaga belehnt wird, der jedoch große Teile seines Staatsgebiets an Savoyen abtreten muss.

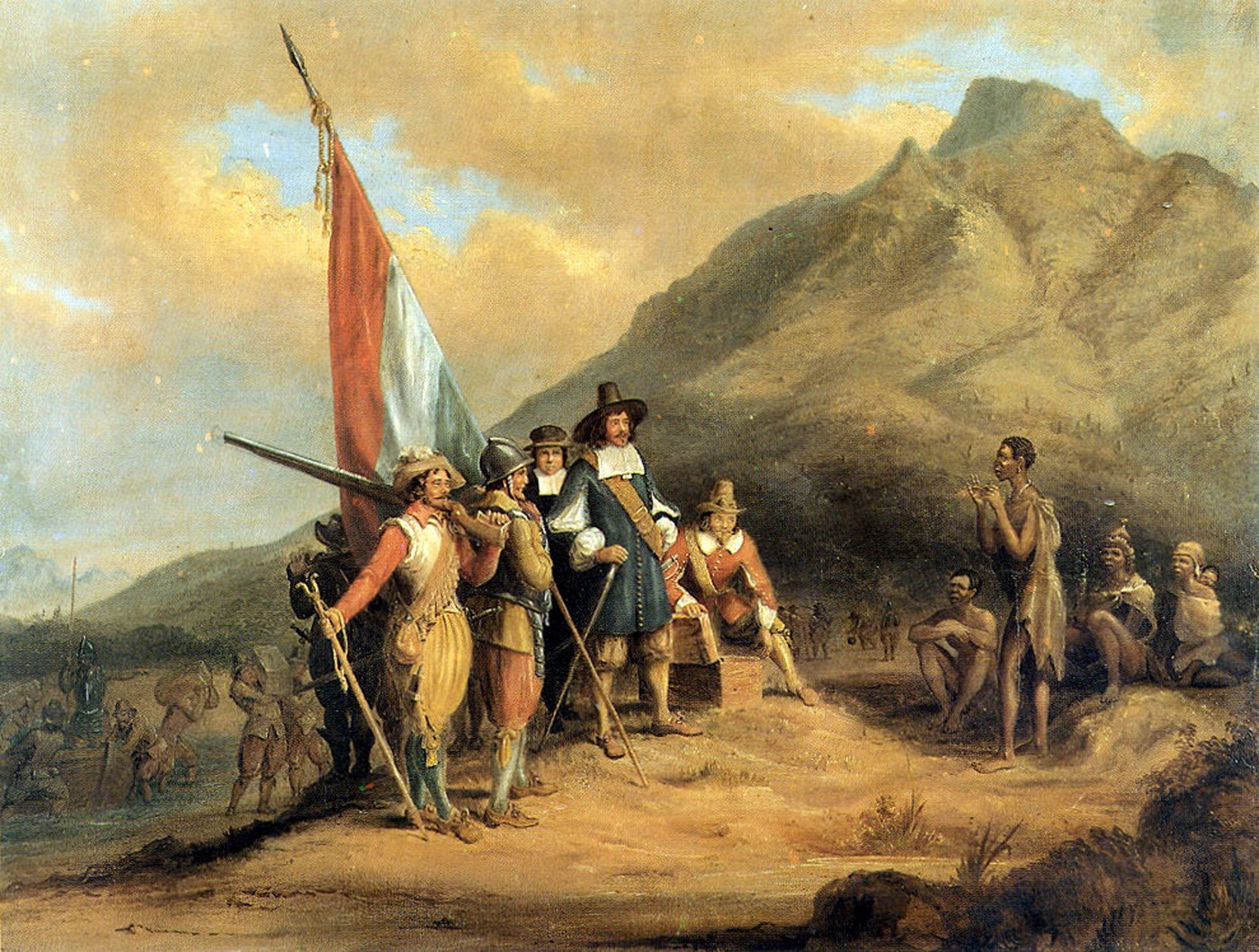
1652: Ankunft von Jan van Riebeeck

- 1652: Der niederländische Kaufmann Jan van Riebeeck geht im Auftrag der Niederländischen Ostindien-Kompanie in der Tafelbucht an der Südspitze Afrikas an Land und errichtet mit einigen Siedlern ein Fort. Schon bald entwickelt sich daraus Kapstadt als Versorgungsstation für Segelschiffe am Kap der Guten Hoffnung auf ihrer Handelsroute nach Südostasien.
- 1672: Der französische König Ludwig XIV. erklärt der Republik der Sieben Vereinigten Niederlande den Krieg. In der Folgezeit marschiert er mit Truppen in das Land ein. Sein Vorstoß ist mit anderen Mächten diplomatisch abgesichert. Das Rampjaar der Niederländer hat im März mit der Kriegserklärung des englischen Königs Karl II. begonnen.
- 1782: Nach der Ermordung des thailändischen Königs Taksin besteigt sein General Chaophraya Chakri, der von einem Feldzug zurückgerufen worden ist, als Rama I. den Thron von Siam und begründet die bis heute regierende Chakri-Dynastie.
- 1793: Während der Französischen Revolution richtet der Nationalkonvent den Wohlfahrtsausschuss ein, dessen Vorsitz Georges Danton erhält. Aufgabe des Exekutivorgans ist anfänglich nur die Kontrolle des Konvents, es wird jedoch bald zum eigentlichen Machtzentrum in Frankreich.

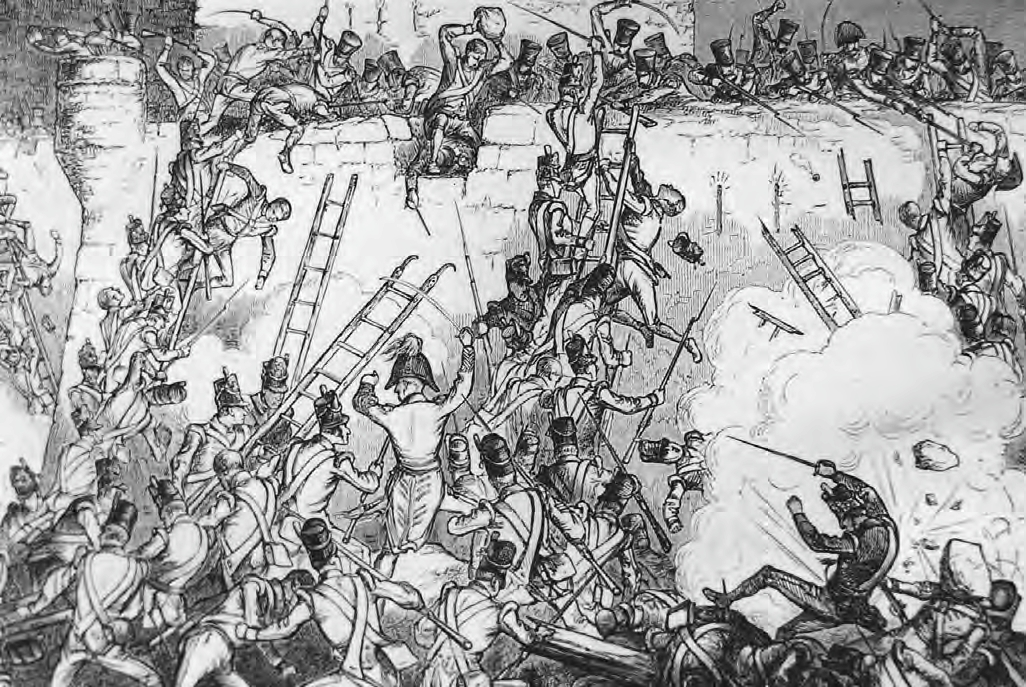
1812: Britische Infanterie versucht die Mauern von Badajoz zu erstürmen

- 1812: Während der Napoleonischen Kriege auf der Iberischen Halbinsel endet die Belagerung von Badajoz. Die englisch-portugiesischen Streitkräfte unter dem Befehl von Arthur Wellesley erobern die von einer französischen Garnison gehaltene Stadt Badajoz nach rund dreiwöchiger Belagerung. Die Einnahme des Ortes sichert Portugal vor weiterer Invasion.
- 1814: Napoleon Bonaparte dankt nach seiner Niederlage in den Koalitionskriegen in Fontainebleau als Kaiser der Franzosen zu Gunsten seines Sohnes ab. Da dies den siegreichen Alliierten nicht ausreicht, unterbreiten sie am 11. April ihre eigenen Vorstellungen.
- 1815: Die unter britischer Besatzung stehende Insel Réunion wird mit dem Vertrag von Paris an das Königreich Frankreich zurückgegeben.
- 1815: Genf wird als 22. Kanton wieder mit der Schweiz vereinigt.

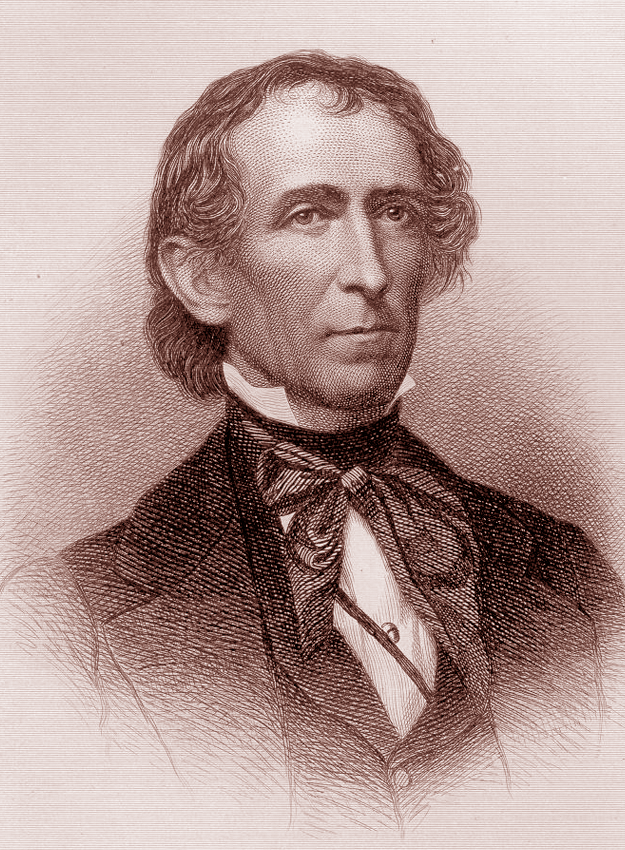
1841: John Tyler

- 1841: Nach dem Tod von US-Präsident William Henry Harrison am 4. April wird sein Vizepräsident John Tyler als 10. Präsident der Vereinigten Staaten angelobt.

1862: Schlacht von Shiloh

- 1862: In Tennessee beginnt die zweitägige Schlacht von Shiloh zwischen der Ohio-Armee von Ulysses S. Grant und der Tennessee-Armee von Don Carlos Buell auf der Seite der Unionsarmee und der Armee der Konföderierten Staaten von Amerika unter Albert S. Johnston und Pierre Gustave Toutant Beauregard. Es wird die bis dahin verlustreichste Schlacht des Amerikanischen Bürgerkriegs.
- 1865: Die Union siegt im Rahmen des Appomattox-Feldzuges kurz vor Ende des Sezessionskrieges über die Konföderierten bei den Gefechten am Sailor’s Creek.
- 1917: Nach dem Abbruch der diplomatischen Beziehungen 3 Tage zuvor erklären die Vereinigten Staaten dem Deutschen Reich den Krieg. Die von den USA zuvor entschlüsselte Zimmermann-Depesche spielt bei der Änderung ihrer neutralen Haltung zum Krieg eine Rolle.

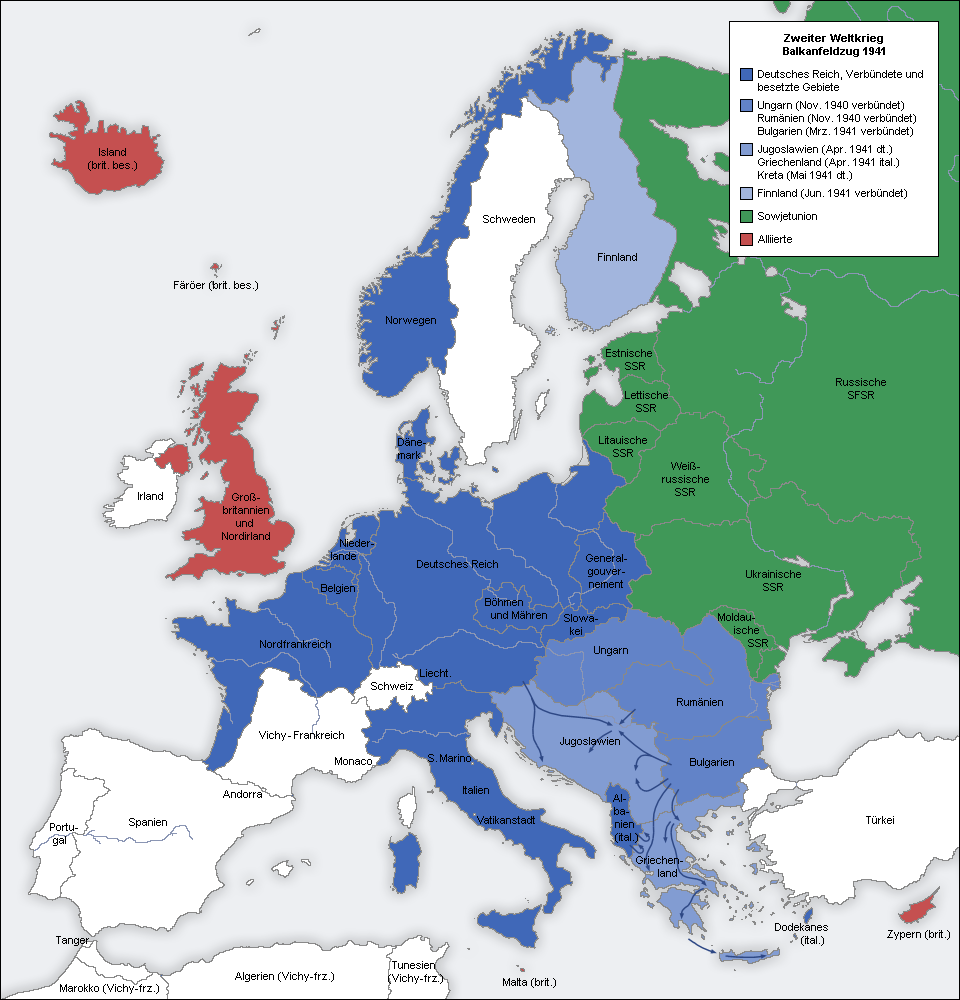
Balkanfeldzug 1941

- 1941: Ohne Kriegserklärung oder Ultimatum beginnt im Zweiten Weltkrieg der Balkanfeldzug der deutschen Wehrmacht unter Generalfeldmarschall Wilhelm List in Jugoslawien und Griechenland.
- 1944: 44 jüdische Kinder von Izieu werden zusammen mit ihren Betreuern verschleppt und in das Vernichtungslager Auschwitz-Birkenau deportiert.
- 1980: Die Sommerzeit wird in der Bundesrepublik Deutschland, der DDR und Österreich eingeführt.

1994: Ruanda zur Zeit des Genozids

- 1994: Der Völkermord in Ruanda beginnt mit dem Abschuss eines Flugzeugs mit dem ruandischen Staatspräsidenten Juvénal Habyarimana und dem burundischen Staatspräsidenten Cyprien Ntaryamira an Bord. Oberst Théoneste Bagosora setzt sich am gleichen Tag an die Spitze eines „Krisenstabs“ aus ranghohen Offizieren.
- 1994: Acht Menschen werden in Israel durch eine Autobombe im Zentrum von Afula getötet. Die Hamas steht hinter diesem ersten terroristischen Anschlag nach der Declaration of Principles, der vermutlich eine Vergeltungsmaßnahme für das Massaker in Hebron am 25. Februar ist.
- 1999: In einer Einschüchterungs- und Terrorkampagne pro-indonesischer Milizen im Vorfeld einer möglichen Unabhängigkeit Osttimors kommt es zum Kirchenmassaker von Liquiçá.
- 2004: Der litauische Präsident Rolandas Paksas wird mit einer Drei-Fünftel-Mehrheit vom Parlament seines Amtes enthoben, das ihm den Bruch der Verfassung vorwirft. Er ist der erste europäische Staatschef, der sein Amt durch ein Amtsenthebungsverfahren verliert.

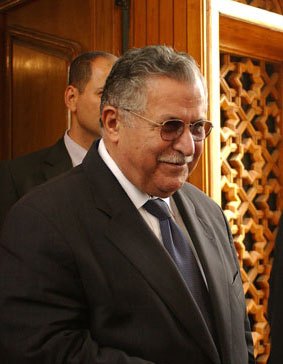
2005: Dschalal Talabani

- 2005: Der Kurde Dschalal Talabani von der Patriotischen Union Kurdistans wird vom irakischen Parlament zum Staatspräsidenten des Landes gewählt. Seine Stellvertreter werden der Schiit Adil Abd al-Mahdi und der Sunnit Ghazi al-Yawar.

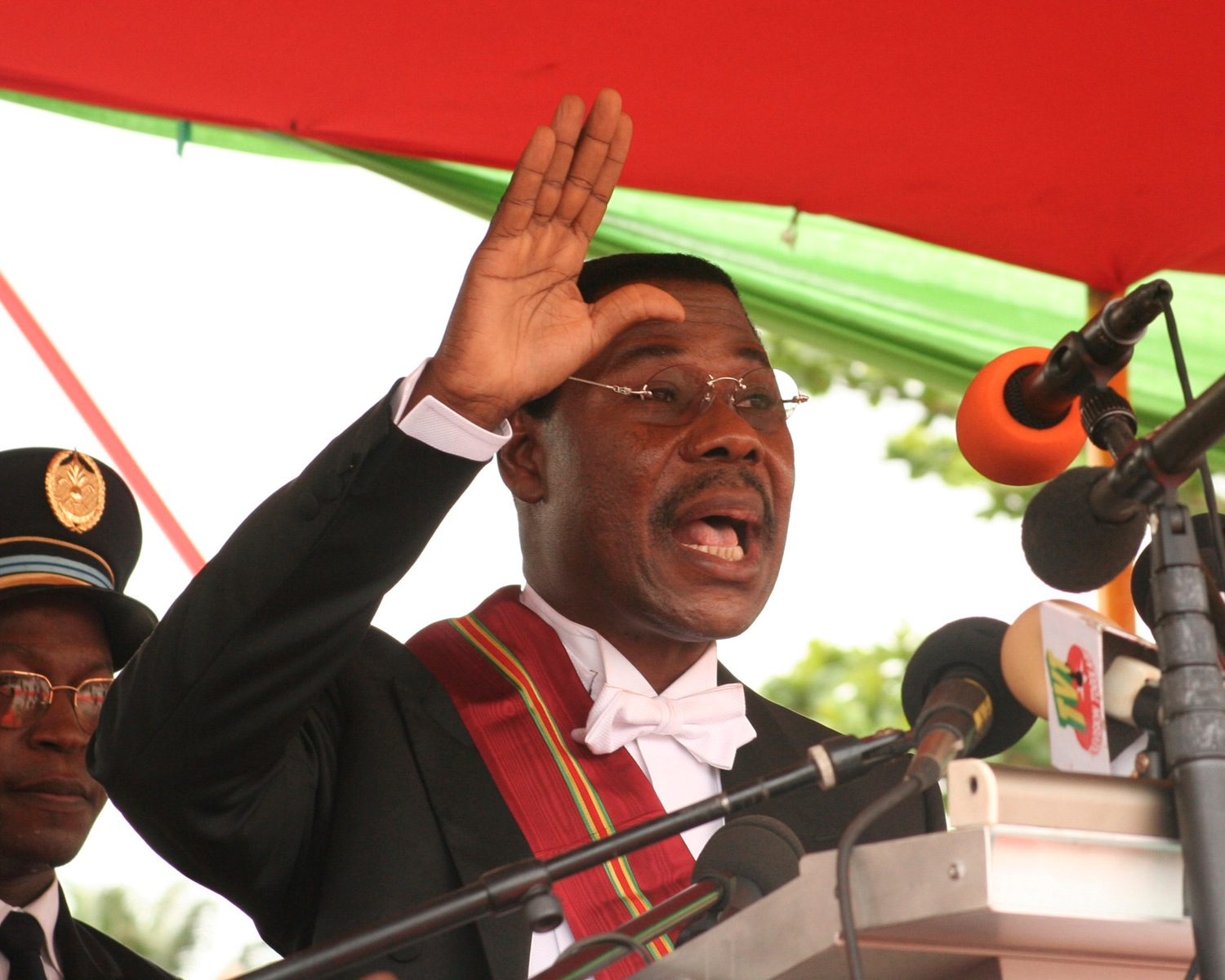
2006: Boni Yayi beim Leisten seines Amtseids

- 2006: Der am 19. März zum neuen Präsidenten Benins gewählte Boni Yayi tritt sein Amt an. Er löst damit den früheren Diktator Mathieu Kérékou in diesem Amt ab.
- 2016: Beim Referendum in den Niederlanden über das Assoziierungsabkommen zwischen der Europäischen Union und der Ukraine stimmen 61 % der Abstimmenden gegen das Abkommen. Die Wahlbeteiligung beträgt 32,28 %, womit das Quorum von 30 % knapp überschritten wird.

### Wirtschaft

1767: Die Heil- und Pflegeanstalt Waisenhaus wird zur Wiege der Schmuckindustrie.

- 1767: Markgraf Karl Friedrich von Baden schafft die Voraussetzungen für die deutsche Schmuck- und Uhrenindustrie. Er erteilt dem Franzosen Jean Francois Autran die Erlaubnis zur Eröffnung einer Taschenuhrenfabrik im Waisenhaus in Pforzheim. Die Erweiterung zu einer Schmuck- und Stahlwarenfabrik erfolgt noch im selben Jahr. Die Goldstadt bildet bis heute das Zentrum der deutschen Schmuckindustrie.
- 1808: Johann Jakob Astor gründet in New York die American Fur Company zum Zwecke des Pelzhandels.
- 1865: Friedrich Engelhorn, August von Clemm, Carl Clemm, Seligmann Ladenburg, Leopold Ladenburg und andere gründen im badischen Mannheim die Badische Anilin und Soda Fabrik als Aktiengesellschaft. BASF entwickelt sich in der Folge zum weltweit größten Chemiekonzern.
- 1926: Die Deutsche Luft Hansa AG nimmt nach ihrer Gründung am 6. Januar den Flugbetrieb auf dem Flughafen Berlin-Tempelhof auf.
- 1957: Aristoteles Onassis benennt die frühere staatliche Fluggesellschaft Griechenlands Hellenic National Airlines T.A.E., die er im Vorjahr erworben hat, in Olympic Airlines um.

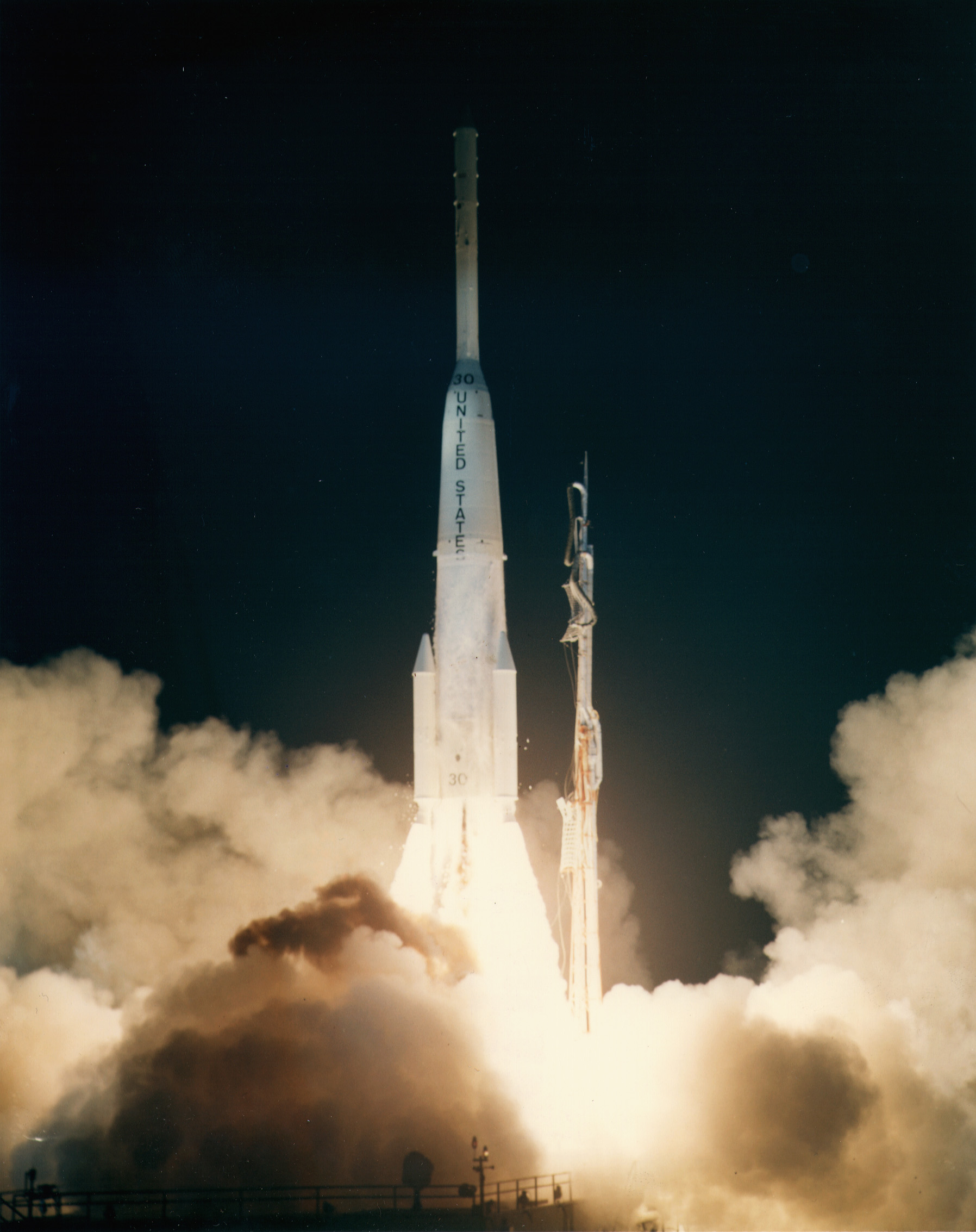
1965: Start von Early Bird

- 1965: Der erste kommerzielle Nachrichtensatellit, Early Bird, wird auf der Spitze einer Delta-D-Rakete gestartet.
- 1974: Die für den Tourismus erschlossenen Grotten von Vallorbe werden im Schweizer Kanton Waadt Besuchern zugänglich.
- 1984: Die Gründung des englischen Automobilherstellers Nissan Motor Manufacturing (UK) Ltd. wird vollzogen.
- 1992: Microsoft veröffentlicht das Betriebssystem Windows 3.1.
- 1999: Die Pharmakonzerne Astra AB aus Schweden, an der die Wallenberg-Dynastie gut 20 Prozent hält, und Zeneca Group PLC aus Großbritannien fusionieren unter dem neuen Namen AstraZeneca zu einem der größten Pharmakonzerne der Welt.

### Wissenschaft und Technik

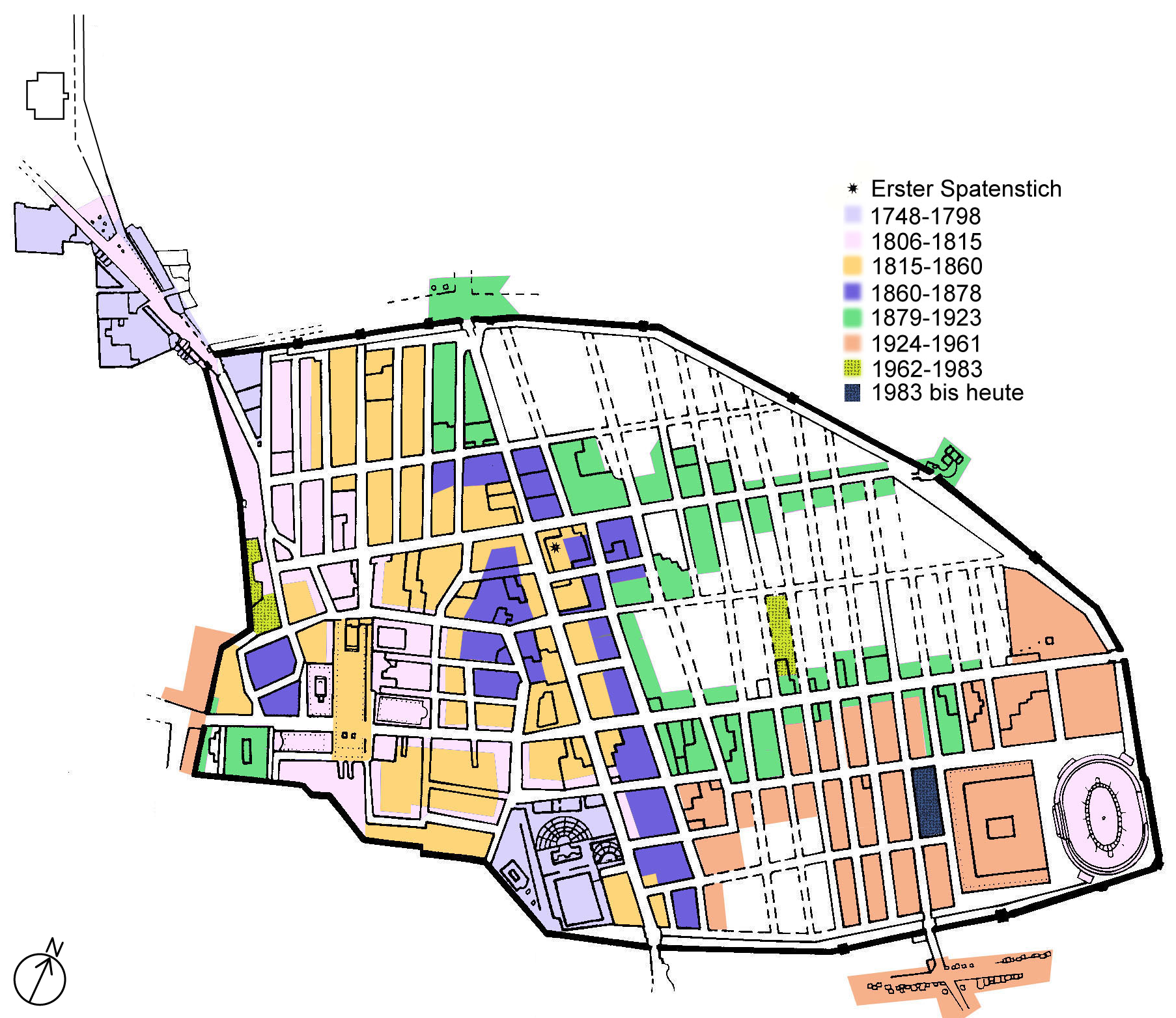
Plan aller Ausgrabungen in Pompeji ab 1748

- 1748: Unter Leitung von Roque Joaquín de Alcubierre beginnen Suchgrabungen auf dem Gelände des früheren Pompeji, das Alcubierre allerdings für Stabiae hält.
- 1793: Im Sternbild Drache entdeckt der deutsch-britische Astronom Wilhelm Herschel die heute als NGC 4236 geführte Balkenspiralgalaxie.

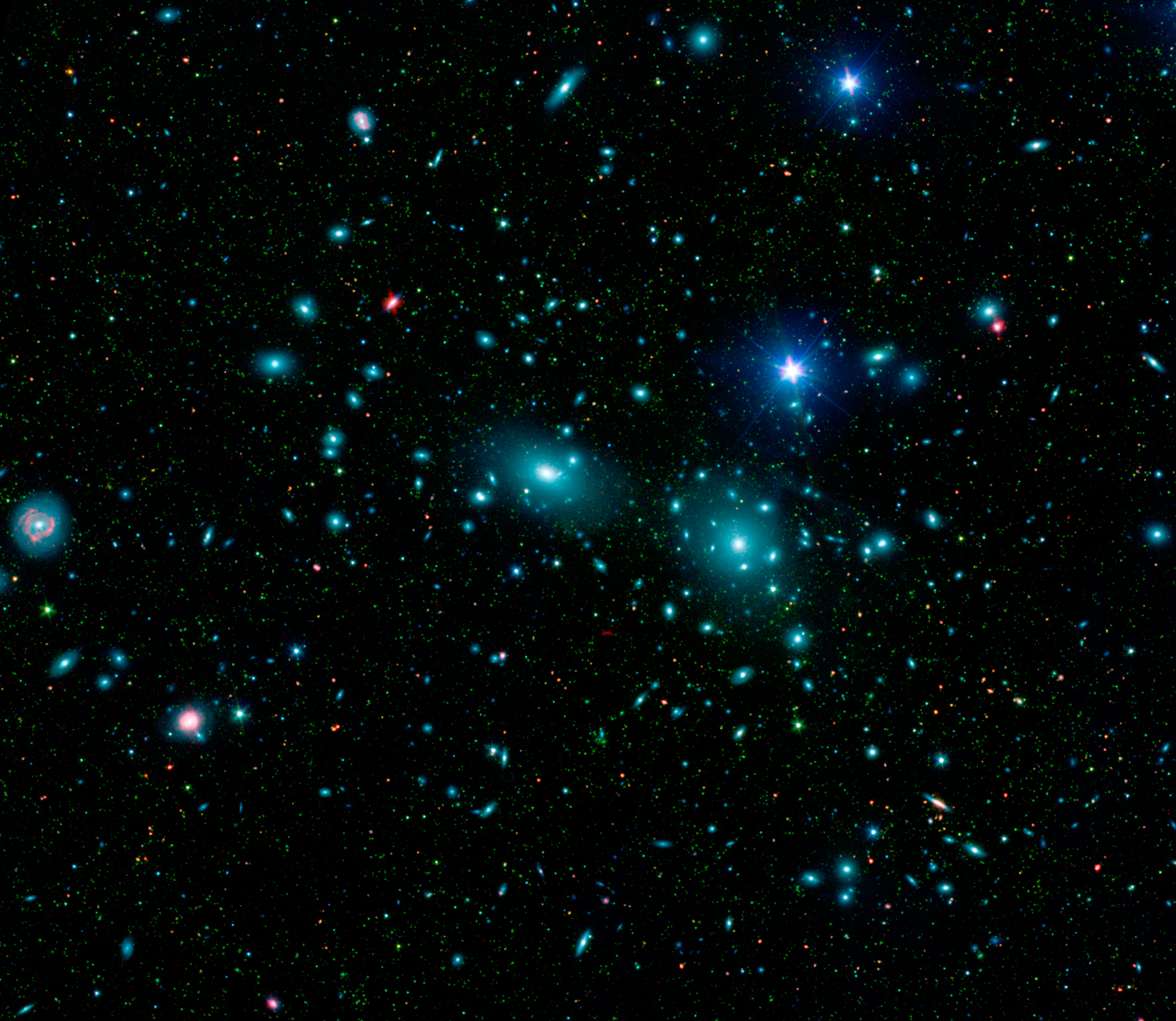
1864: NGC 4884

- 1864: Im Rahmen seiner Untersuchung des Coma-Galaxienhaufens findet der deutsch-dänische Astronom Heinrich Louis d’Arrest die elliptische Galaxie NGC 4884.
- 1909: Robert Edwin Peary erreicht nach eigenen Angaben mit Matthew Henson und vier Inuit den Nordpol. Die Richtigkeit dieser Angaben wird von vielen Experten bezweifelt.
- 1912: Der grönländisch-dänische Polarforscher Knud Rasmussen bricht zu seiner Ersten Thule-Expedition auf und überquert in der Folge zweimal den Grönländischen Eisschild.
- 1969: Der Schotte Wally Herbert erreicht als erster Mensch zu Fuß, nur mit Unterstützung durch Hundeschlitten, den Nordpol.

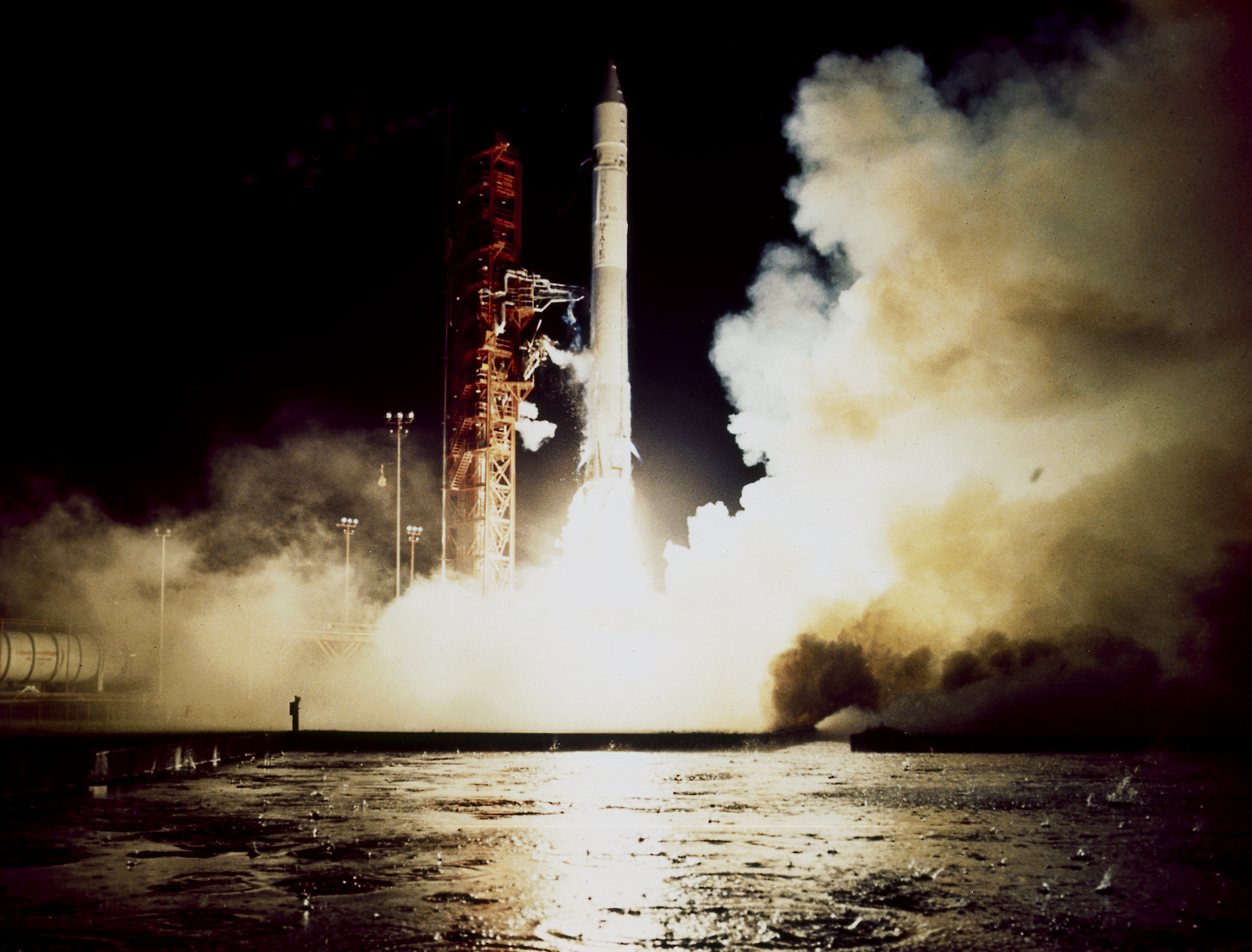
1973: Start von Pioneer G

- 1973: Die US-Raumsonde Pioneer 11 startet – noch unter ihrer Projektbezeichnung Pioneer G – mit einer Atlas-Centaur-Rakete vom Launch Complex 36 auf der Cape Canaveral Air Force Station zur Erforschung der Planeten Jupiter und Saturn ins All.
- 1984: Mit der Forschungsplattform LDEF an Bord startet die NASA-Raumfähre Challenger zur Mission STS-41-C.
- 2000: Das US-Unternehmen Celera lässt verlauten, den Code menschlicher Genome zu 99 Prozent entschlüsselt zu haben.

### Kultur

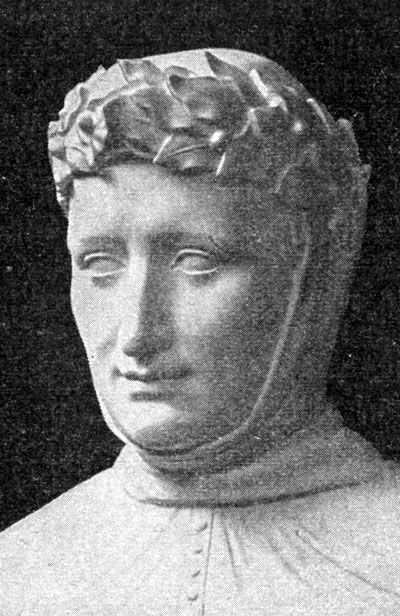
1327: Francesco Petrarca

- 1327: Der italienische Dichter Francesco Petrarca sieht nach eigenen Angaben in der Kirche von St. Claire in Avignon zum ersten Mal die verheiratete Laura. Die Liebe zu ihr lässt ihn in den Folgejahren 317 Sonette schreiben.
- 1763: Das Palais Royal in der Rue Saint-Honoré in Paris, das zu diesem Zeitpunkt die Pariser Oper beherbergt, wird ein Raub der Flammen.
- 1813: An der Grand Opéra Paris erfolgt die Uraufführung der Oper Les Abencérages, ou L’etendard de Grenade (Das maurische Fürstengeschlecht der Abencerragen oder Das Feldlager von Granada) von Luigi Cherubini.
- 1837: Die Uraufführung der romantischen Oper Die Höhle bei Waverley von Conradin Kreutzer erfolgt am Theater in der Josefstadt in Wien.
- 1867: Die Oper Dózsa György von Ferenc Erkel hat ihre Uraufführung in Budapest.
- 1915: Uraufführung des Dramas Der Weibsteufel von Karl Schönherr in Wien.
- 1943: Die Erstausgabe von Antoine de Saint-Exupérys Erzählung Der kleine Prinz (Le petit prince, The Little Prince) wird in New York City vorgestellt.
- 1947: Im Waldorf Astoria in New York City findet erstmals die Verleihung der nach Antoinette Perry benannten Tony Awards für Theaterstücke und Musicals, die im Laufe des Jahres am Broadway gelaufen sind, statt.
- 1956: Das North Carolina Museum of Art wird eröffnet. Es ist die einzige Kunstsammlung in den Vereinigten Staaten, die aus öffentlichen Geldern gespeist wird.
- 1959: Der Musicalfilm Gigi wird bei der 31. Oscarverleihung in allen neun Kategorien, in denen er nominiert worden war, ausgezeichnet und gehört damit zu den erfolgreichsten Filmen bei einer Oscarverleihung.
- 1964: Die Bühnenversion des aus einer Fernsehfassung hervorgegangenen Balletts Die Unterrichtsstunde von Flemming Flindt (Choreografie) und Georges Delerue wird an der Opéra-Comique in Paris uraufgeführt.

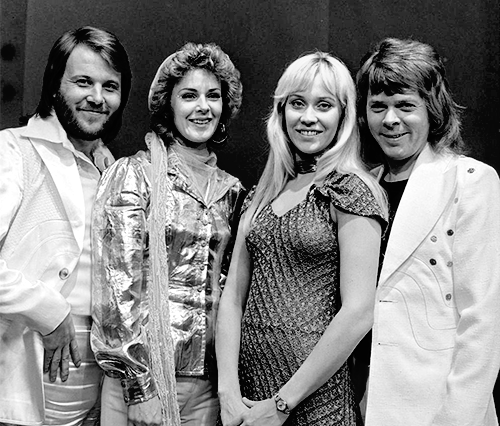
1974: ABBA

- 1974: Die schwedische Popgruppe ABBA, bestehend aus Agnetha Fältskog, Anni-Frid Lyngstad, Björn Ulvaeus und Benny Andersson, gewinnt mit Waterloo den Grand Prix Eurovision de la Chanson und legt damit den Grundstein für eine internationale Karriere.

1990: Rembrandts Nachtwache

- 1990: Rembrandt van Rijns Gemälde Die Nachtwache wird im Amsterdamer Rijksmuseum von einem Verwirrten mit Schwefelsäure besprüht.
- 1999: Am Londoner Prince Edward Theatre wird das Jukebox-Musical Mamma Mia!, das sich aus bekannten Musikstücken der schwedischen Popgruppe ABBA zusammensetzt, offiziell uraufgeführt.

### Gesellschaft
- 1944: Helen Duncan wird als letzte Person nach dem Witchcraft Act von 1735 ins Gefängnis gesperrt.
- 1958: Die Ehe zwischen dem iranischen Schah Mohammad Reza Pahlavi und Soraya Esfandiary Bakhtiary wird aus Staatsräson geschieden. Der zur Sicherung der Dynastie erhoffte Thronfolger hat sich nicht eingestellt.
- 2018: Nach 26 Jahren wird die Trebević-Seilbahn in der bosnischen Hauptstadt Sarajevo wieder eröffnet.

### Religion
- 1252: Petrus von Verona, der päpstliche Inquisitor für Como und Mailand, wird wegen seines harten Vorgehens gegen die Katharer ermordet.

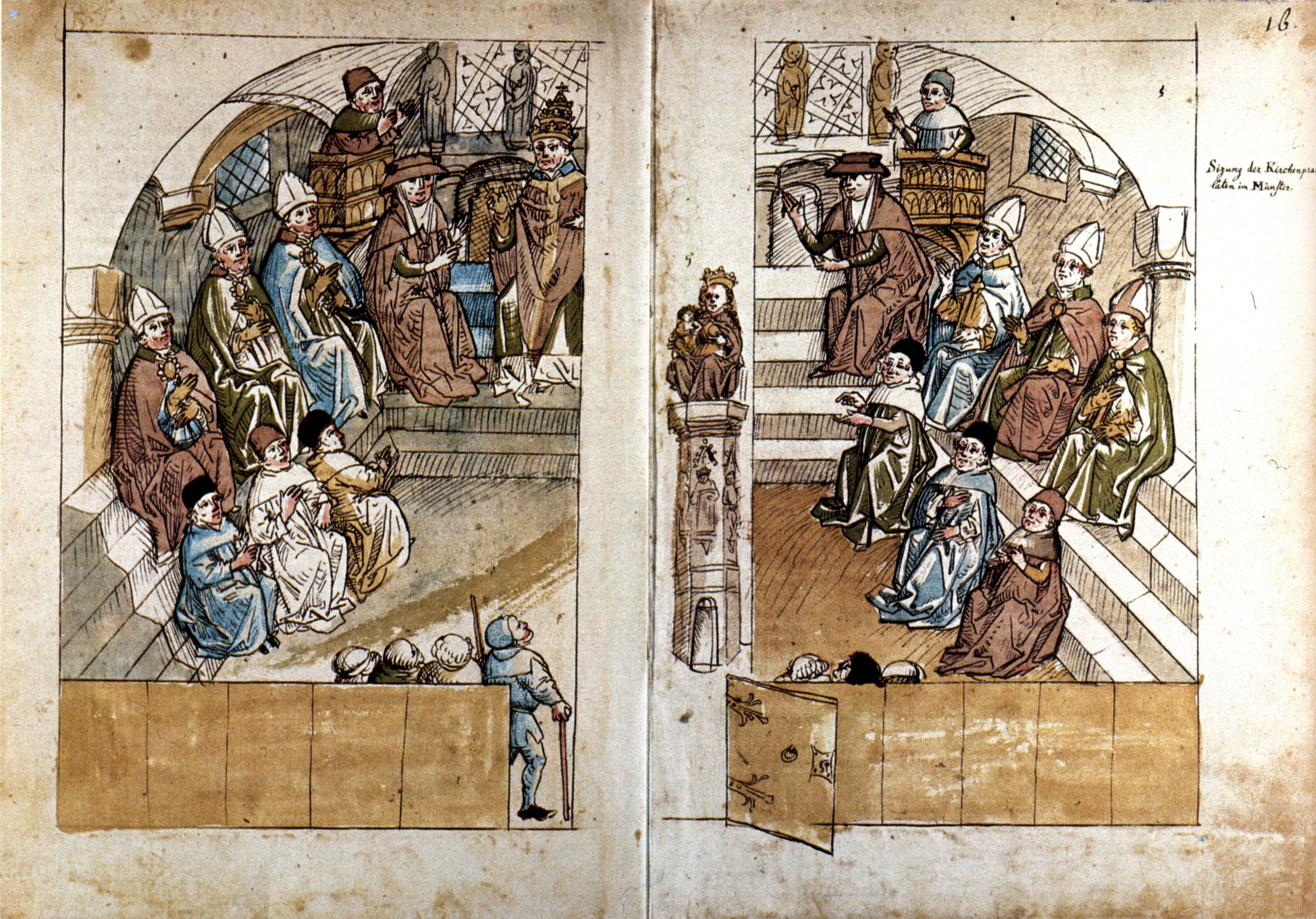
1415: Konzilssitzung im Konstanzer Münster

- 1415: Als Gegenpapst Johannes XXIII. das von ihm einberufene Konzil von Konstanz auflösen will, das ihn gemeinsam mit den anderen Päpsten des Abendländischen Schisma für abgesetzt erklärt hat, proklamiert dieses in seinem Dekret Haec sancta die Hoheit des Konzils über den Papst.
- 1709: Die Gebiete der früheren deutschen Bistümer Minden, Verden, Halberstadt, Magdeburg, Havelberg, Brandenburg, Merseburg und Naumburg werden als Apostolisches Vikariat Ober- und Niedersachsen zusammengefasst, zu dessen Sitz Hannover wird.
- 1830: Joseph Smith gründet mit sechs weiteren Personen die auf dem Mormonentum basierende Kirche Jesu Christi der Heiligen der Letzten Tage. Darin führt er sein Priestertum unmittelbar auf Johannes den Täufer und die Apostel zurück.

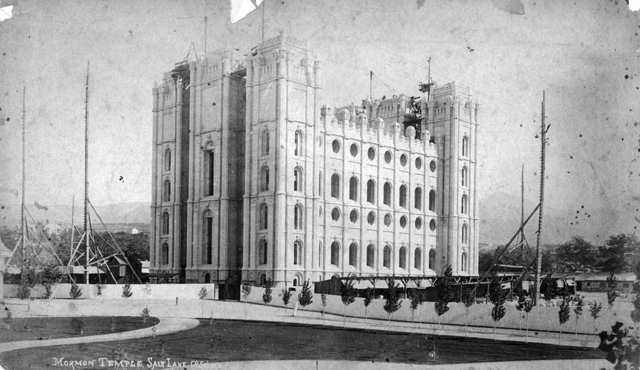
1843–1893: Der Salt-Lake-Tempel im Bau

- 1893: Exakt vierzig Jahre nach dem offiziellen Baubeginn wird der Salt-Lake-Tempel der Kirche Jesu Christi der Heiligen der Letzten Tage in Salt Lake City von deren Präsidenten Wilford Woodruff eingeweiht.

### Katastrophen
- 1667: Ein schweres Erdbeben lässt in Dubrovnik, der Hauptstadt der gleichnamigen Republik fast alle Gebäude einstürzen, während die Stadtmauern der Naturgewalt standhalten. Unter den mehr als 5000 Todesopfern befindet sich auch das Stadtoberhaupt.
- 2009: Ein Erdbeben mit Stärke 5,8 bis 6,2 auf der Richterskala erschüttert Mittelitalien. Bis zu 15.000 Gebäude werden beschädigt. 308 Menschen sterben, rund 1000 werden verletzt, etwa 67.000 obdachlos. Das Epizentrum des Bebens liegt bei der Stadt L’Aquila in der Region Abruzzen nordöstlich von Rom. In den folgenden Tagen kommt es zu teils schweren Nachbeben.

Kleinere Unglücksfälle sind in den Unterartikeln von Katastrophe und in der Liste von Katastrophen aufgeführt.

### Natur und Umwelt

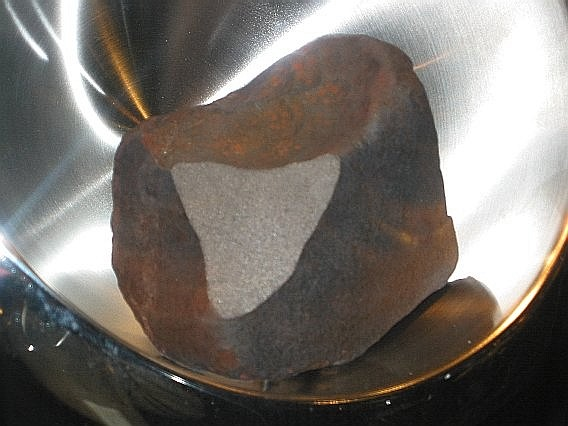
2002: Fragment Neuschwanstein I

- 2002: Der Meteorit Neuschwanstein geht in der Nähe von Schloss Neuschwanstein in Bayern nieder. Drei Fragmente des Enstatit-Chondriten können auf Grund simultaner photographischer Aufzeichnungen gefunden werden.

### Sport
- 1893: Der Boxkampf Andy Bowen gegen Jack Burke bleibt nach 110 Runden und 7 Stunden 19 Minuten Dauer ohne Sieger. Es handelt sich damit um den längsten Boxkampf aller Zeiten.

1896: Die Eröffnungsfeier in Athen

- 1896: Der griechische König Georg eröffnet die I. Olympischen Sommerspiele der Neuzeit in Athen, an denen bis zum 15. April 295 Männer aus 13 Nationen teilnehmen. Erster Sieger eines olympischen Ereignisses wird der US-Amerikaner Francis Lane in einem 100-m-Vorlauf. Der erste Olympiasieger der Neuzeit ist am gleichen Tag sein Landsmann James Connolly im Dreisprung.
- 2005: Die Red Bull GmbH übernimmt die Salzburg Sport AG zu 100 % und damit den SV Austria Salzburg.
- 2014: Sri Lanka gewinnt die fünfte World Twenty20 in Bangladesch, indem es im Finale Indien mit 6 Wickets besiegt.

Einträge von Leichtathletik-Weltrekorden befinden sich unter der jeweiligen Disziplin unter Leichtathletik.

## Geboren

### Vor dem 18. Jahrhundert
- 1420: Georg von Podiebrad, König von Böhmen

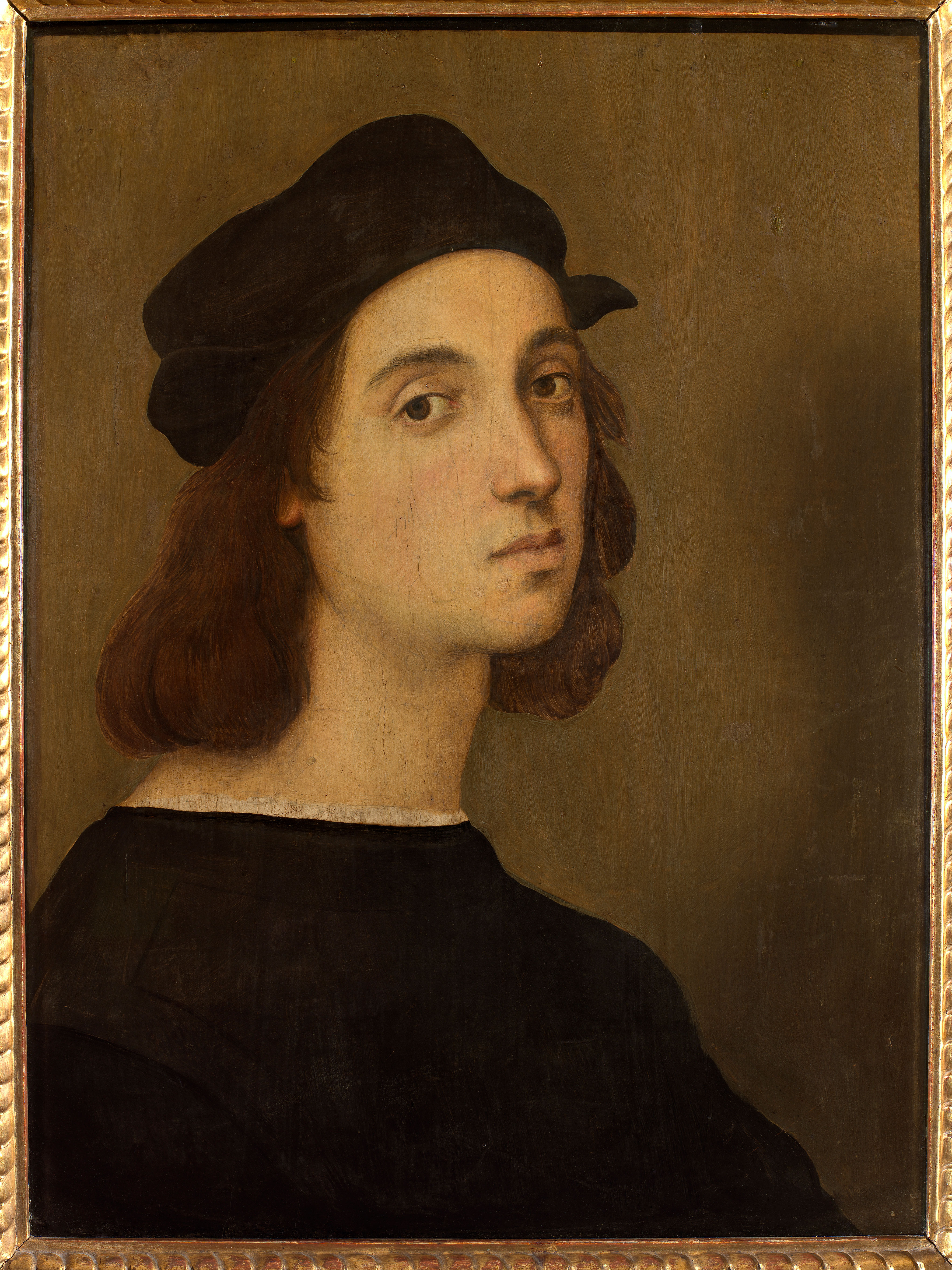
Raffael (* 1483)

- 1483: Raffael, italienischer Maler und Architekt der Hochrenaissance
- 1498: Giovanni dalle Bande Nere, italienischer Condottieri
- 1503: Jakob Micyllus, deutscher Humanist, Dichter und Pädagoge
- 1514: Joachim Mörlin, deutscher Theologe, Pfarrer, Reformator und lutherischer Bischof von Samland
- 1530: Joachim Strupp, deutscher Doktor der Medizin und Sachbuchautor
- 1539: Amalia von Neuenahr-Alpen, Gräfin von Limburg und Kurfürstin von der Pfalz
- 1573: Margarethe von Braunschweig-Lüneburg, Herzogin von Sachsen-Coburg
- 1593: Michael Walther der Ältere, deutscher lutherischer Theologe
- 1595: Henri II. d’Orléans-Longueville, Pair und Großkammerherr von Frankreich, Herzog von Longueville und souveräner Fürst von Neuchâtel
- 1612: James Stewart, 4. Duke of Lennox, schottischer Adeliger
- 1620: Joachim Rüdiger von der Goltz, dänischer und kursächsischer Generalfeldmarschall
- 1632: Simon Philipp zur Lippe, Landesherr der Grafschaft Lippe
- 1632: Maria Leopoldine von Österreich-Tirol, römisch-deutsche Kaiserin
- 1646: Marguerite Périer, französische Nonne, Nichte von Blaise Pascal
- 1646: Johann Heinrich Schweizer, Schweizer evangelischer Geistlicher und Hochschullehrer
- 1660: Johann Kuhnau, deutscher Komponist
- 1664: Arvid Horn, Kanzleipräsident, Vorsitzender des Reichsrates von Schweden

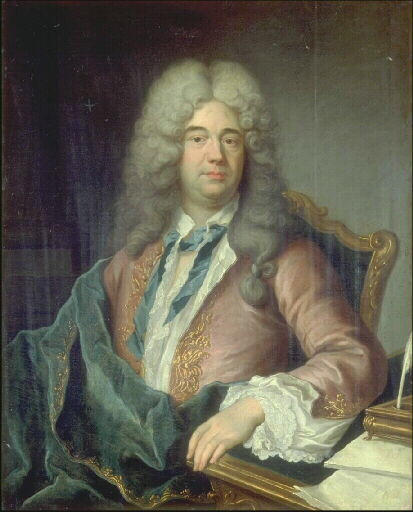
Jean-Baptiste Rousseau (* 1671)

- 1671: Jean-Baptiste Rousseau, französischer Schriftsteller
- 1682ː Johanna Charlotte von Anhalt-Dessau, Markgräfin von Brandenburg-Schwedt, Äbtissin von Herford

### 18. Jahrhundert
- 1702: Philipp Becker, deutscher Rechtswissenschaftler
- 1709: Carl Ludwig von Ingersleben, preußischer Generalmajor
- 1721: Friedrich Christian I., Herzog von Schleswig-Holstein-Sonderburg-Augustenburg
- 1723: Franz Xaver Wolfgang von Orsini-Rosenberg, österreichischer Diplomat
- 1724: Georg Nicolaus von Lübbers, deutscher Major sowie dänischer Etatsrat und Justizrat
- 1725: Pasquale Paoli, korsischer Freiheitskämpfer
- 1725: Johann Hermann Schacht, deutscher reformierter Theologe
- 1726: Gerhard Majella, italienischer katholischer Heiliger, Laienbruder und Mystiker
- 1740: Christoph Gottlieb Bogislav von Barnekow, preußischer Oberforstmeister und Gutsbesitzer
- 1741: Nicolas Chamfort, französischer Schriftsteller
- 1743: Carl Gottlieb Strauß, deutscher evangelischer Geistlicher und Pädagoge
- 1745: William Dawes, amerikanischer Gerber, Patriot im Amerikanischen Unabhängigkeitskrieg
- 1750: James Watson, US-amerikanischer Politiker
- 1754: Frédéric-César de La Harpe, Schweizer Politiker
- 1756: Epaphroditus Champion, US-amerikanischer Politiker
- 1757: Georg Christian Franz Kübel, Bürgermeister von Heilbronn
- 1761: Carl Ludwig Giesecke, Mineraloge
- 1765: Karl Felix I., König von Sardinien-Piemont und Herzog von Savoyen
- 1765: Franz Niklaus König, Schweizer Genre- und Porträtmaler
- 1766: Wilhelm von Kobell, deutscher Maler
- 1767: Alexandre-Vincent Pineux Duval, französischer Architekt, Schriftsteller und Theaterdirektor
- 1771: Karl August Neumann, deutscher Chemiker
- 1773: James Mill, britischer Historiker und Ökonom
- 1785: Ludwig Snell, Schweizer Politiker, Staatsrechtler, Publizist und Pädagoge
- 1789: Isaac Hill, US-amerikanischer Politiker
- 1790: Félix Cazot, französischer Musikpädagoge und Komponist
- 1800: Philipp Furtwängler, deutscher Orgelbauer

### 19. Jahrhundert

#### 1801–1850

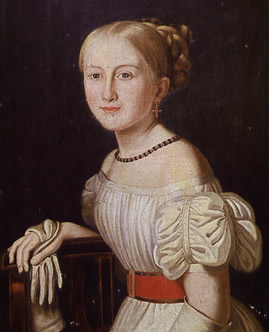
Emilie von Binzer (* 1801)

- 1801: Emilie von Binzer, deutschsprachige Schriftstellerin
- 1801: William Hallowes Miller, britischer Mineraloge, Kristallograph und Physiker
- 1801: Hugh Rose, 1. Baron Strathnairn, britischer Feldmarschall
- 1801: Georg Friedrich Steinike, deutscher Rechnungsrat

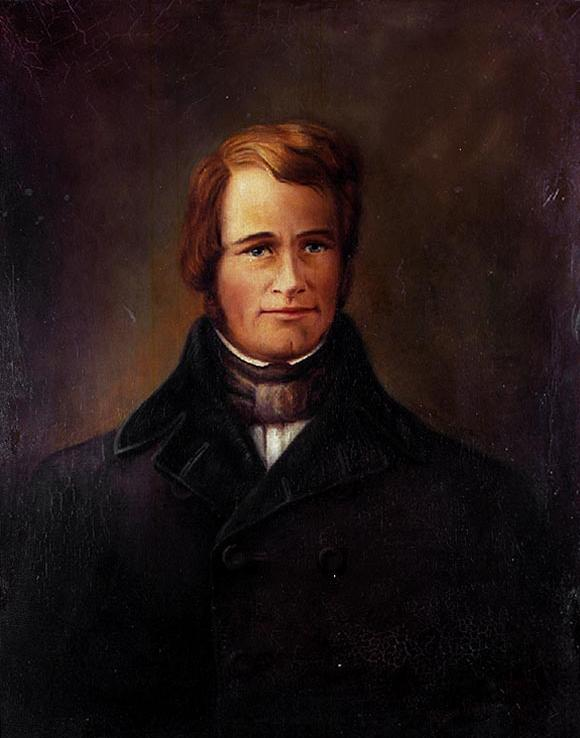
Thomas Walker Gilmer (* 1802)

- 1802: Thomas Walker Gilmer, US-amerikanischer Politiker
- 1803: Ralph Abercromby, 2. Baron Dunfermline, britischer Diplomat
- 1803: Alexander Slidell Mackenzie, US-amerikanischer Navy-Offizier und Militärhistoriker
- 1806: Friedrich Ritschl, deutscher Philologe
- 1807: Francesco Saverio Apuzzo, italienischer Erzbischof und Kardinal
- 1809: Friedrich zu Schwarzenberg, Erzbischof von Prag
- 1812: Aaron Bernstein, deutscher Schriftsteller
- 1812: Alexander Iwanowitsch Herzen, russischer Philosoph, Schriftsteller, Publizist
- 1812: Gawriil Ioakimowitsch Lomakin, russischer Komponist
- 1813: Erwin von Neipperg, österreichischer General
- 1814: Miklós Ybl, ungarischer Architekt

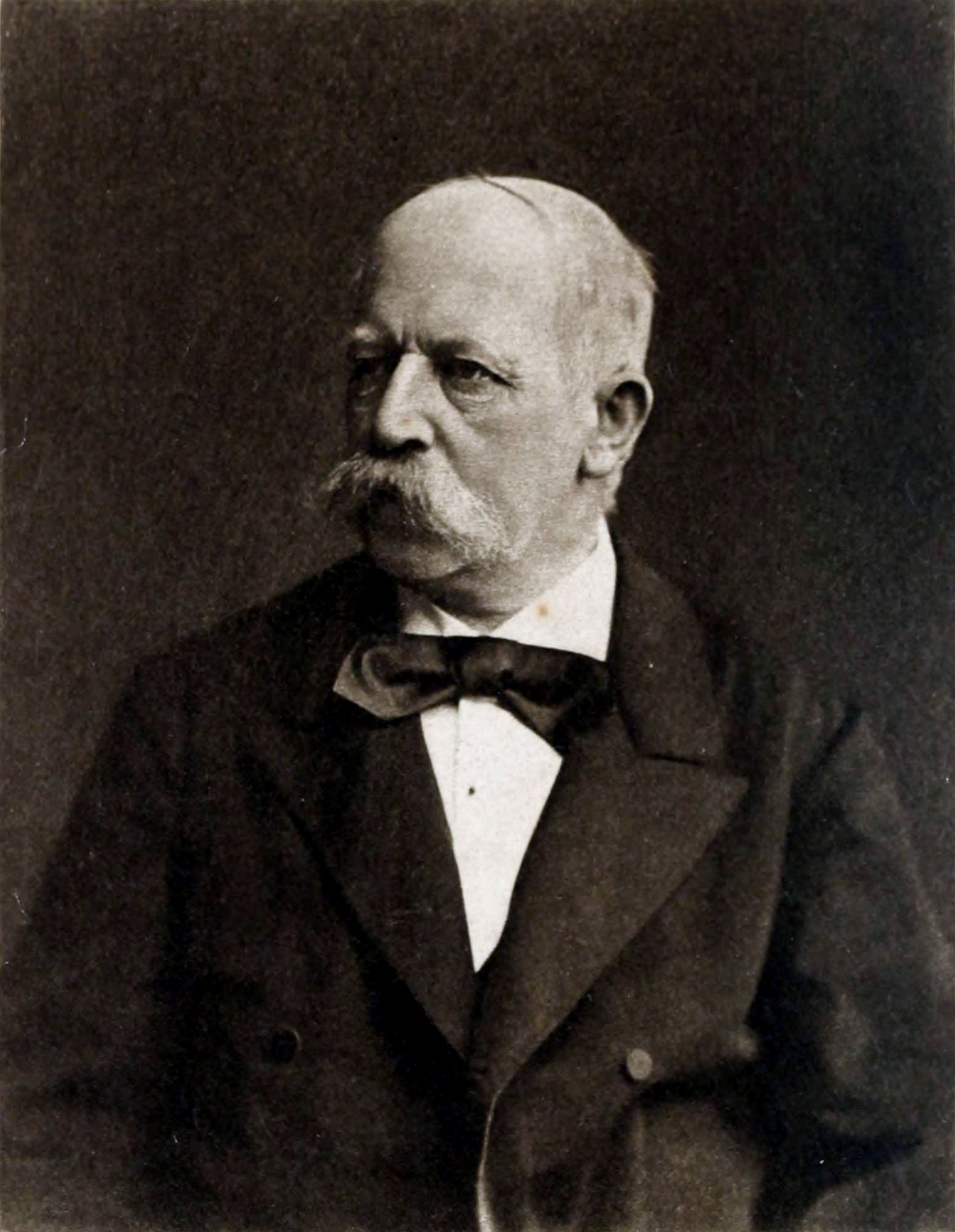
Robert Volkmann (* 1815)

- 1815: Robert Volkmann, deutscher Komponist
- 1815: Alexander Wylie, britischer Missionar und Mathematikhistoriker
- 1816: Friedrich Wilhelm Wolff, deutscher Bildhauer (Tierdarstellungen), oft Tier-Wolff genannt
- 1820: Nadar, französischer Fotograf
- 1824: George Marsden Waterhouse, Premierminister von South Australia und Neuseeland
- 1825: Đuro Daničić, serbischer Philologe
- 1826: Gustave Moreau, französischer Maler
- 1832: Emil von Riedel, deutscher Politiker im bayerischen Staatsdienst
- 1833: Luis Cordero Crespo, Präsident von Ecuador
- 1833: Alexander Nikolajewitsch Pypin, russischer Literaturhistoriker und Ethnograf
- 1835: Ferdinand Decker, deutscher Ingenieur
- 1837: Ignaz von Kolisch, österreichisch-ungarischer Schachspieler
- 1839: Antonio Starabba di Rudinì, italienischer Staatsmann
- 1840: Wilhelm Junker, deutscher Afrikaforscher
- 1842: Francis Chaponnière, Schweizer evangelischer Theologe und Hochschullehrer
- 1844: Wendelin Kopetzký, tschechischer Komponist und Militärkapellmeister
- 1846: James Alexander Porterfield Rynd, irischer Schachspieler
- 1849: John William Waterhouse, britischer Maler

#### 1851–1900
- 1851: Guillaume Bigourdan, französischer Astronom und Präsident der Académie des sciences
- 1853: Emil Jellinek, deutscher Geschäftsmann und Konsul

Arthur von Gwinner (* 1856)

- 1856: Arthur von Gwinner, deutscher Bankier, Politiker und Kunstmäzen
- 1857: Arthur Wesley Dow, US-amerikanischer Landschaftsmaler
- 1858: Augustin Warlo, deutscher Landmesser und Mitglied des Reichstags
- 1860: René Lalique, französischer Goldschmied und Glaskünstler
- 1860: Carl Miller, deutscher Kommunalpolitiker in Magdeburg
- 1861: Louis Angermann, deutscher Architekt
- 1865: Robert Chodat, Schweizer Botaniker und Algenforscher
- 1865: Ernst Brenner von Felsach, österreichischer Adliger und Fossiliensammler
- 1865: Gustav Jäger, österreichischer Physiker
- 1865: Ernst Weinschenk, deutscher Mineraloge und Petrologe
- 1866: Lincoln Steffens, US-amerikanischer Journalist
- 1867: Franz Odermatt, Schweizer Beamter, Politiker und Schriftsteller
- 1869: Isidore Marie Joseph Dumortier, römisch-katholischer Bischof und apostolischer Vikar von Saigon
- 1869: Anton von Premerstein, österreichischer Althistoriker und Papyrologe
- 1869: Levon Schant, armenischer Dramatiker, Schriftsteller, Dichter, und Gründer der „Stiftung der nationalen Kultur“
- 1870: Oskar Vogt, deutscher Hirnforscher
- 1871: Alfred Montmarquette, kanadischer Folkkomponist und Akkordeonist
- 1873: Franz Dinghofer, österreichischer Richter und Politiker
- 1875: Xenija Alexandrowna Romanowa, Großfürstin von Russland
- 1875: Julia Serda, österreichische Schauspielerin
- 1876: Theodor von Heigelin, deutscher Kolonialoffizier
- 1877: Karl Tellenbach, Stadtoriginal der Schweizer Bundesstadt Bern
- 1878: Carl Ehrenberg, deutscher Komponist

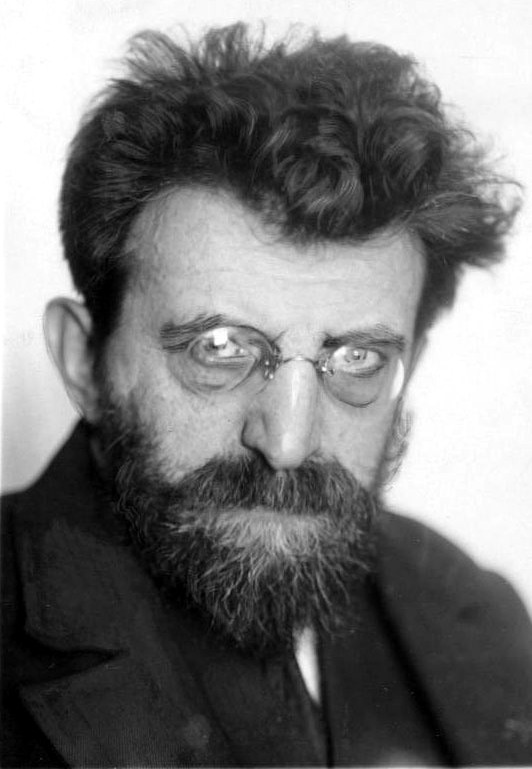
Erich Mühsam (* 1878)

Iwa Raffay (* 1881)

- 1878: Erich Mühsam, deutscher anarchistischer Schriftsteller, Publizist und Antimilitarist, NS-Opfer
- 1879: Malcolm Playfair Anderson, US-amerikanischer Zoologe, Forschungsreisender und Tiersammler
- 1879: Jules Mazellier, französischer Komponist
- 1880: Wilhelm Burger, deutscher Priester und Autor, Weihbischof in Freiburg
- 1880ː Ida Paulin, deutsche Malerin und Glaskünstlerin
- 1881ː Iwa Raffay, österreichisch-tschechoslowakische Schauspielerin, Regisseurin, Filmproduzentin und Drehbuchautorin
- 1883: Vernon Dalhart, US-amerikanischer Sänger und Countrymusiker
- 1884: Walter Huston, kanadischer Schauspieler
- 1885: Gottfried Gelfort, deutscher Ruderer
- 1885: Jules Goux, französischer Automobilrennfahrer
- 1885: Carlos Salzedo, französischer Komponist
- 1886: Asaf Jah VII., Fürst von Hyderabad
- 1886: Ferenc Chalupetzky, ungarischer Schachautor und Schachspieler
- 1886: Antal Szebeny, ungarischer Ruderer
- 1887: Leo Trouet, deutscher Jurist
- 1888: Dan Andersson, schwedischer Arbeiterdichter und Lyriker
- 1888: Franz Frimmel, österreichisch-tschechischer Botaniker
- 1888: Hans Richter, deutscher Künstler
- 1888: Gerhard Ritter, deutscher Historiker
- 1890: André Danjon, französischer Astronom

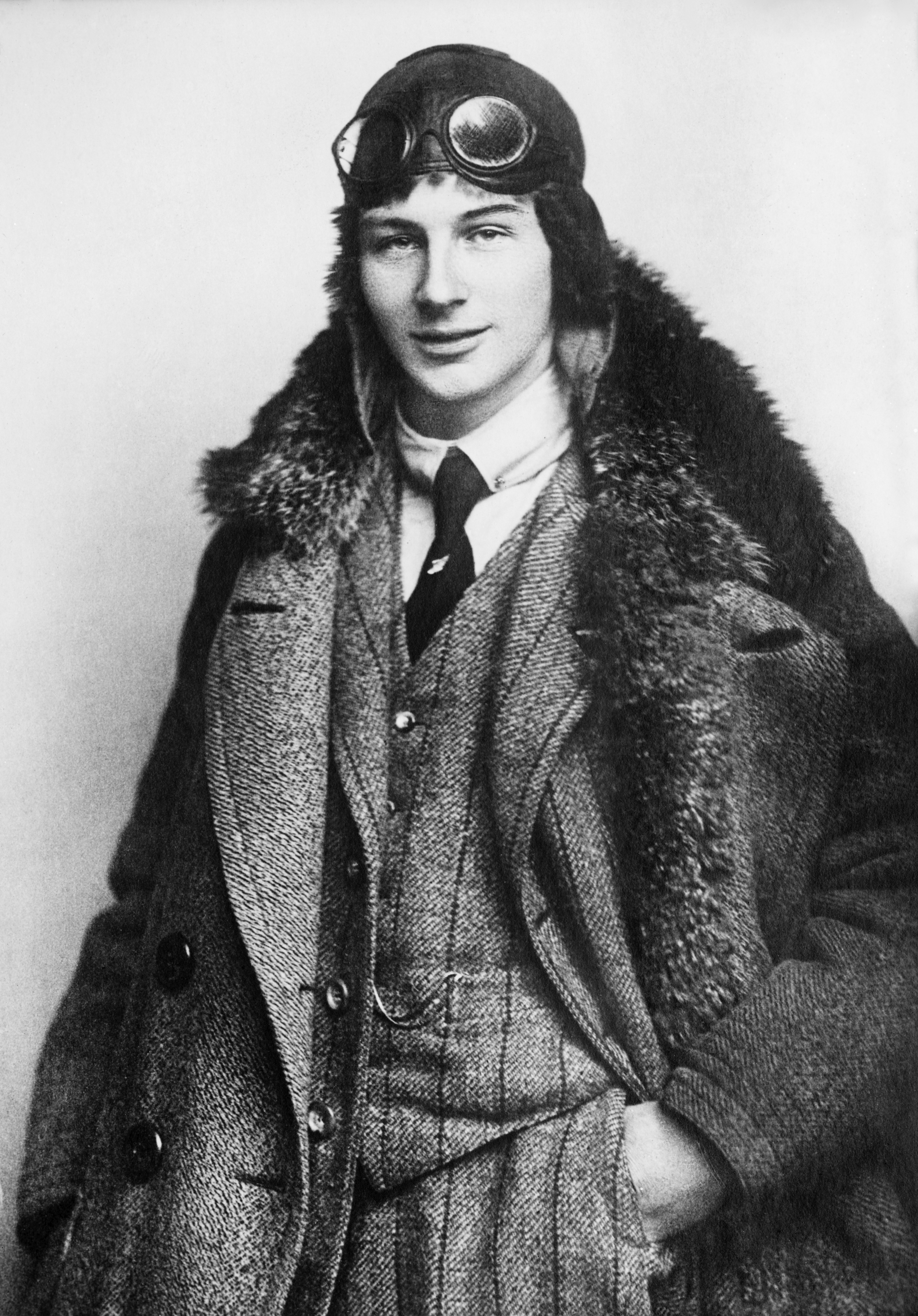
Anton Herman Gerard Fokker (* 1890)

- 1890: Anton Herman Gerard Fokker, niederländischer Flugzeugbauer
- 1890: Frieda Hauke, deutsche Politikerin, MdR
- 1892: Donald Wills Douglas, US-amerikanischer Flugzeugbauer
- 1892: Hermann Schäfer, deutscher Politiker
- 1893: Robert Noorduyn, niederländisch-US-amerikanischer Flugzeugentwickler und -hersteller
- 1894: Justin Popović, jugoslawisch-serbischer Theologe der orthodoxen Kirche
- 1894: Willy Schmidt-Gentner, deutscher Filmkomponist
- 1895: Erich Abberger, deutscher Offizier
- 1895: Dudley Nichols, US-amerikanischer Drehbuchautor
- 1895: Harold Rosson, US-amerikanischer Kameramann
- 1897: Fritz Erpenbeck, deutscher Schriftsteller
- 1898: Richard Böhmig, deutscher Mediziner und Hochschullehrer
- 1899: Josef Toman, tschechischer Autor
- 1899: Hans Wentorf, deutscher Fußballspieler
- 1900: Helene Elisabeth von Isenburg, deutsche NS-Fluchthelferin, 1. Präsidentin des Vereins Stille Hilfe für Kriegsgefangene und Internierte

### 20. Jahrhundert

#### 1901–1925
- 1902: Werner Abel, deutscher Journalist
- 1902: Hisao Jūran, japanischer Schriftsteller
- 1903: Mickey Cochrane, US-amerikanischer Baseballspieler und -manager
- 1903: Harold Eugene Edgerton, US-amerikanischer Elektroingenieur, Erfinder des Stroboskops
- 1903: Werner Zschiesche, deutscher Ruderer
- 1904: Jiří Frejka, tschechischer Regisseur und Theatertheoretiker
- 1904: Erwin Komenda, österreichischer Automobildesigner

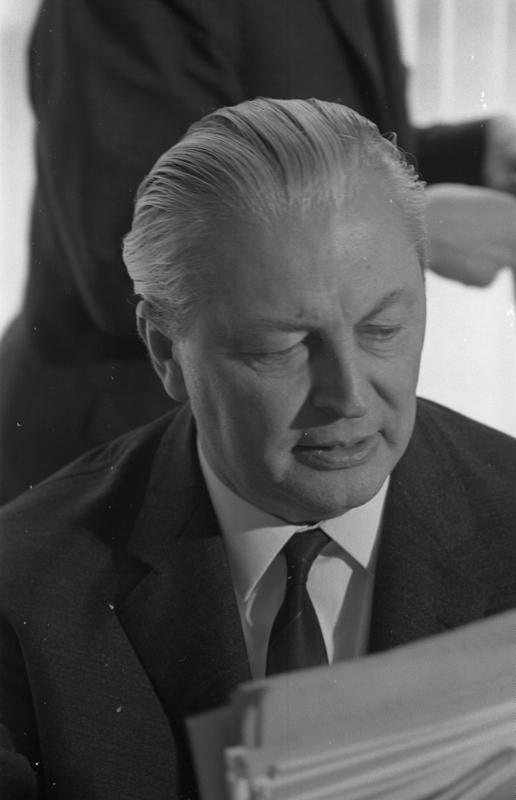
Kurt Georg Kiesinger (* 1904)

- 1904: Kurt Georg Kiesinger, deutscher Politiker, MdL und Ministerpräsident, MdB und Bundeskanzler
- 1906: Ludmilla Herzenstein, deutsche Architektin, Stadtplanerin und Kinderbuchautorin russischer Herkunft
- 1907: Medardo Galli, italienischer Ruderer
- 1908: Wano Muradeli, georgischer Komponist
- 1909: Estella Agsteribbe, niederländische Kunstturnerin, Schoa-Opfer
- 1909: Hermann Lang, deutscher Rennfahrer
- 1909: Sjur Lindebrække, norwegischer Jurist
- 1909: Harry Westermann, deutscher Jurist
- 1910: Barys Kit, belarussischer Mathematiker, Physiker, Chemiker und Raketenforscher
- 1910: Bernhard Petruschke, deutscher Motorradrennfahrer
- 1911: Feodor Lynen, deutscher Biochemiker
- 1911: Pietro Scarpini, italienischer Pianist und Musikpädagoge
- 1912: Horst Linde, deutscher Architekt
- 1912: David Lloyd, walisischer Sänger (Tenor)
- 1912: Gerhard Salzer, deutscher Politiker, MdL
- 1912: Robert Schollemann, französischer Autorennfahrer
- 1912: Endre Székely, ungarischer Komponist
- 1912: Oscar Thiffault, kanadischer Folksänger
- 1913: Otto Schmitt, US-amerikanischer Biophysiker, Mitbegründer der Biomimetik und Erfinder
- 1914: John Caister Bennett, südafrikanischer Astronom
- 1915: Gottfried Boesch, Schweizer Historiker
- 1915: Charles Alan Fraser, südafrikanischer Militär und Diplomat

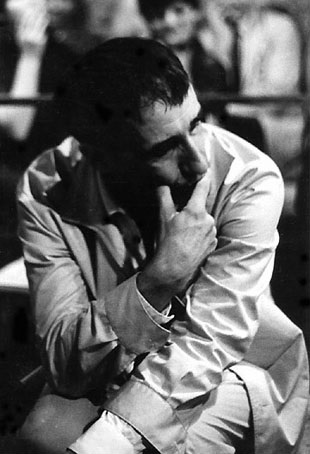
Tadeusz Kantor (* 1915)

- 1915: Tadeusz Kantor, polnischer Theaterkünstler
- 1915: Friedrich Schäfer, deutscher Politiker
- 1915: Ernst Schrupp, deutscher freikirchlicher Theologiedozent
- 1915: Helmut Witte, deutscher Marineoffizier
- 1915: Kamekura Yūsaku, japanischer Grafiker und Grafikdesigner
- 1917: Leonora Carrington, britische Malerin und Schriftstellerin
- 1918: Big Walter Horton, US-amerikanischer Blues-Musiker
- 1918: Hans Hürlimann, Schweizer Politiker
- 1918: Oskar Kusch, deutscher U-Boot-Kommandant
- 1919: Richard M. Noyes, US-amerikanischer Chemiker
- 1919: Heinz Schimmelpfennig, deutscher Schauspieler
- 1920: Armand V. Feigenbaum, US-amerikanischer Ökonom

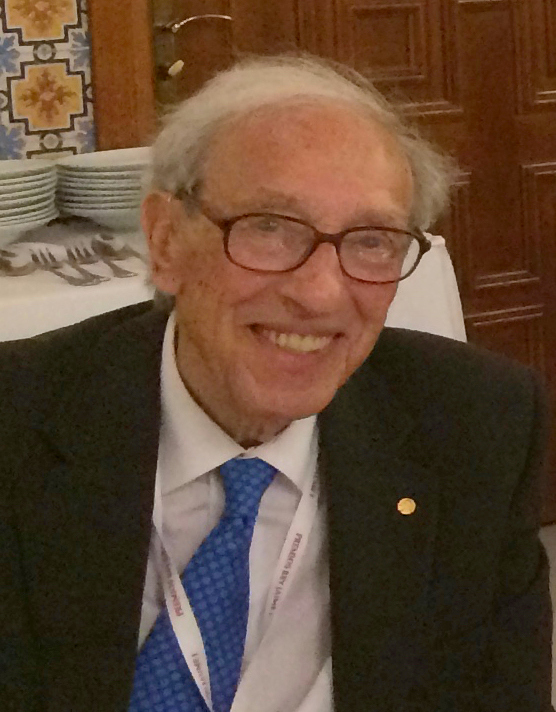
Edmond Henri Fischer (* 1920)

- 1920: Edmond Henri Fischer, Schweizer-US-amerikanischer Biochemiker
- 1920: Joseíto Mateo, dominikanischer Sänger
- 1921: Andrew Imbrie, US-amerikanischer Komponist
- 1921: Arnold Marquis, deutscher Schauspieler und Synchronsprecher
- 1921: Heinrich Schmid, Schweizer Sprachwissenschaftler und Schöpfer rätoromanischer Dachsprachen
- 1921: Christel Schulz, deutsche Leichtathletin
- 1923: Skeeter Bonn, US-amerikanischer Country-Musiker
- 1923: Karl Christ, deutscher Althistoriker
- 1924: Rewol Samuilowitsch Bunin, russischer Komponist
- 1924: Carmelo Cassati, Erzbischof von Trani-Barletti-Bisceglie
- 1924: Charlie Rouse, US-amerikanischer Tenorsaxophonist
- 1925: Helga Deen, deutsche Jüdin und Holocaust-Opfer mit literarischem Nachlass

#### 1926–1950
- 1926: Alexander Butterfield,  US-amerikanischer Regierungsbeamter, Assistent im Weißen Haus, eine der Schlüsselfiguren der Watergate-Affäre
- 1926: Gil Kane, US-amerikanischer Comiczeichner

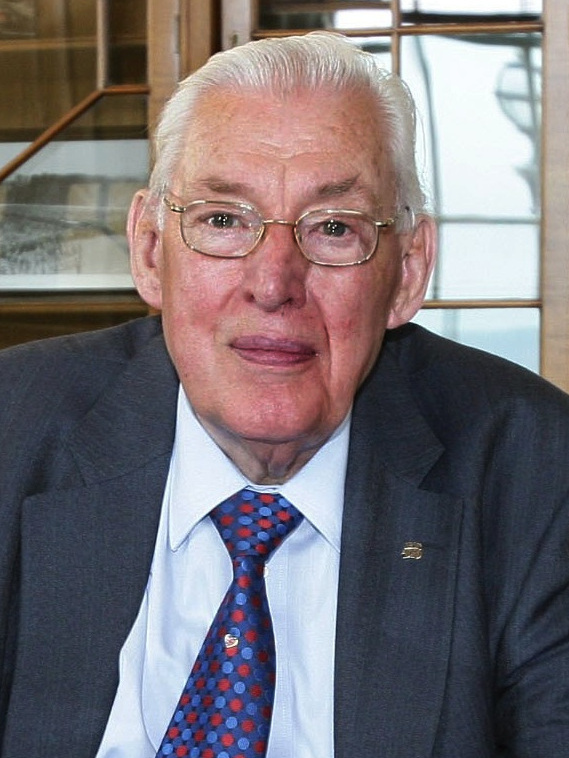
Ian Paisley (* 1926)

- 1926: Ian Paisley, britischer presbyterianischer Pfarrer und Politiker in Nordirland
- 1927: Gerry Mulligan, US-amerikanischer Jazzmusiker und Komponist
- 1928: Hermann Ebeling, deutscher Schauspieler und Synchronsprecher
- 1928: Paul-Werner Scheele, deutscher römisch-katholischer Theologe und Bischof von Würzburg
- 1928: James Watson, US-amerikanischer Biochemiker
- 1929: Edison Denisov, russischer Komponist und Musiktheoretiker
- 1929: Wolfgang W. Mickel, deutscher Politologe
- 1929: André Previn, US-amerikanischer Dirigent und Komponist
- 1929: Art Taylor, US-amerikanischer Jazz-Schlagzeuger
- 1931: Clyde Emrich, US-amerikanischer Gewichtheber
- 1931: Suchitra Sen, indische Filmschauspielerin
- 1932: Helmut Griem, deutscher Schauspieler
- 1932: Günter Herburger, deutscher Schriftsteller
- 1934: Anton Geesink, niederländischer Judoka

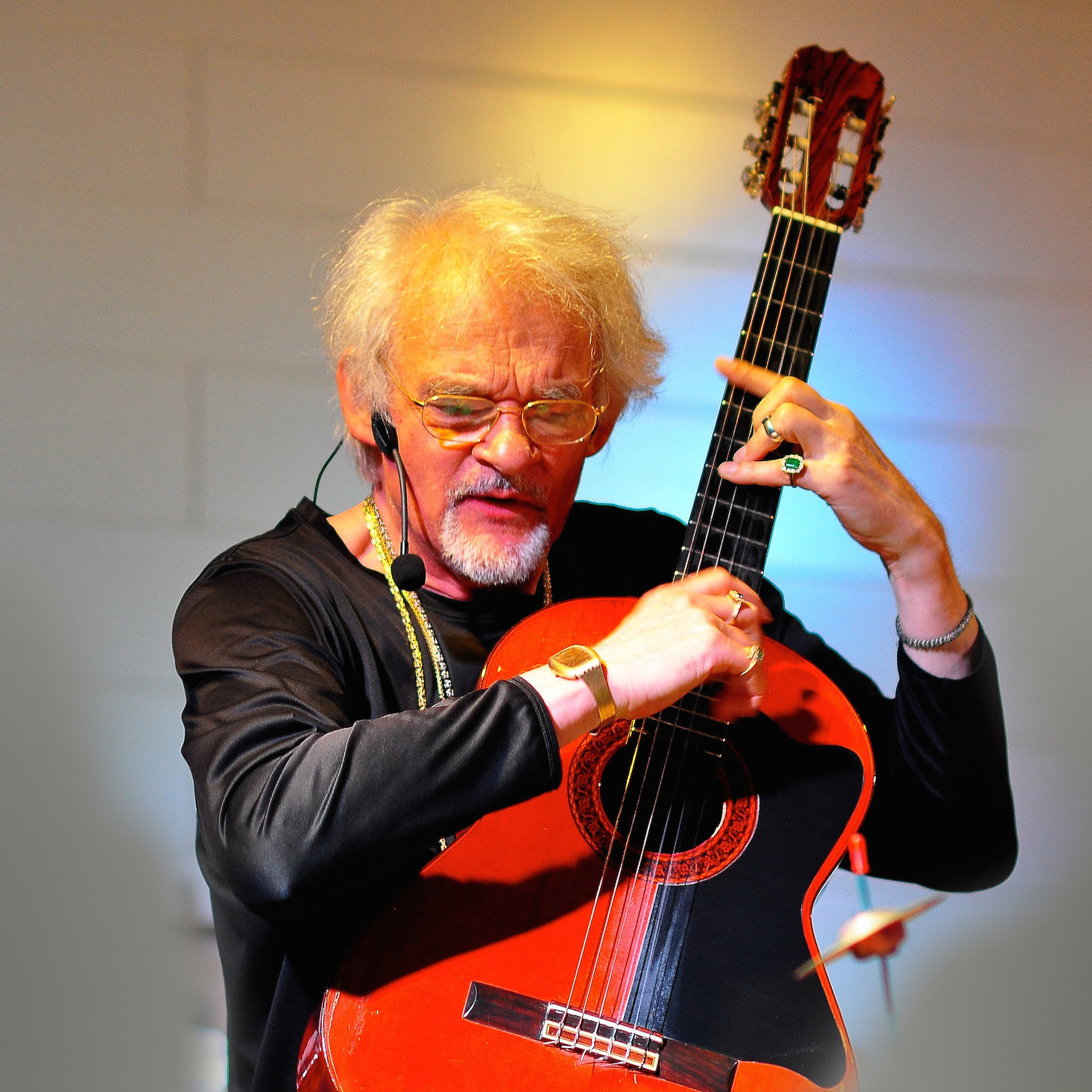
Ingo Insterburg (* 1934)

- 1934: Ingo Insterburg, deutscher Komödiant
- 1934: Mario Merola, neapolitanischer Sänger
- 1934: Guy Peellaert, belgischer Illustrator und Comiczeichner
- 1934: Willie Toweel, südafrikanischer Boxer
- 1934: Carlo Weber, deutscher Architekt
- 1935: John Pepper Clark, nigerianischer Literaturprofessur und Schriftsteller
- 1935: Pierre Durand, französischer Komponist und Musikpädagoge
- 1935: Takashi Ishimoto, japanischer Schwimmer
- 1935: Rolf Urs Ringger, Schweizer Komponist und Musikjournalist
- 1935: Luis del Sol, spanischer Fußballspieler
- 1936: Helen Berman, niederländisch-israelische Künstlerin
- 1936: Jean-Pierre Changeux, französischer molekularer Neurobiologie
- 1936: Fernando Masone, italienischer Polizeichef
- 1936: Manfred Schoof, deutscher Jazztrompeter
- 1936: Jaroslav Zeman, tschechischer Komponist
- 1937: Peter Fischer, deutscher Philatelist, Autor, Juror und Fachjournalist

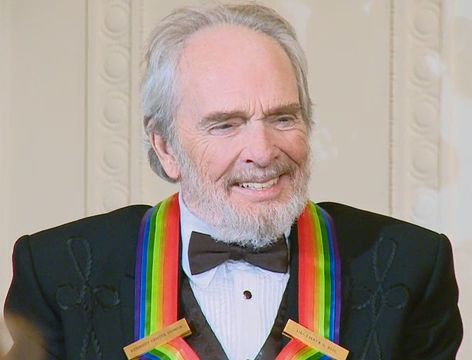
Merle Haggard (* 1937)

- 1937: Merle Haggard, US-amerikanischer Country-Musiker
- 1937: Richard Heß, deutscher Künstler
- 1937: Karsten Friedrich Hoppenstedt, deutscher Politiker, MdEP
- 1937: Memo Morales, venezolanischer Sänger
- 1937: Pedro Velasco, US-amerikanischer Volleyballspieler
- 1937: Billy Dee Williams,  US-amerikanischer Filmschauspieler
- 1939: Heinz Grossekettler, deutscher Volkswirt
- 1939: Cor Veldhoen, niederländischer Fußballspieler
- 1940: Pedro Armendáriz jr., mexikanischer Schauspieler
- 1940: Marie Anne Fliegel, deutsche Schauspielerin
- 1940: Gernot Mittler, deutscher Politiker, MdL und Landesminister
- 1941: Hans W. Geißendörfer, deutscher Regisseur, Autor und Produzent
- 1941: Gheorghe Zamfir, rumänischer Musiker
- 1942: Barry Levinson, US-amerikanischer Filmregisseur
- 1942: Anita Pallenberg, italienische Schauspielerin und Modedesignerin
- 1942: Kabir Stori, paschtunischer Dichter und Schriftsteller
- 1942: Philip Werren, kanadischer Komponist und Musikpädagoge
- 1943: Csaba Czakó, ungarischer Ruderer
- 1943: Gerhard Grimmer, deutscher Skilangläufer
- 1943: Eckart Klein, deutscher Rechtswissenschaftler und Richter

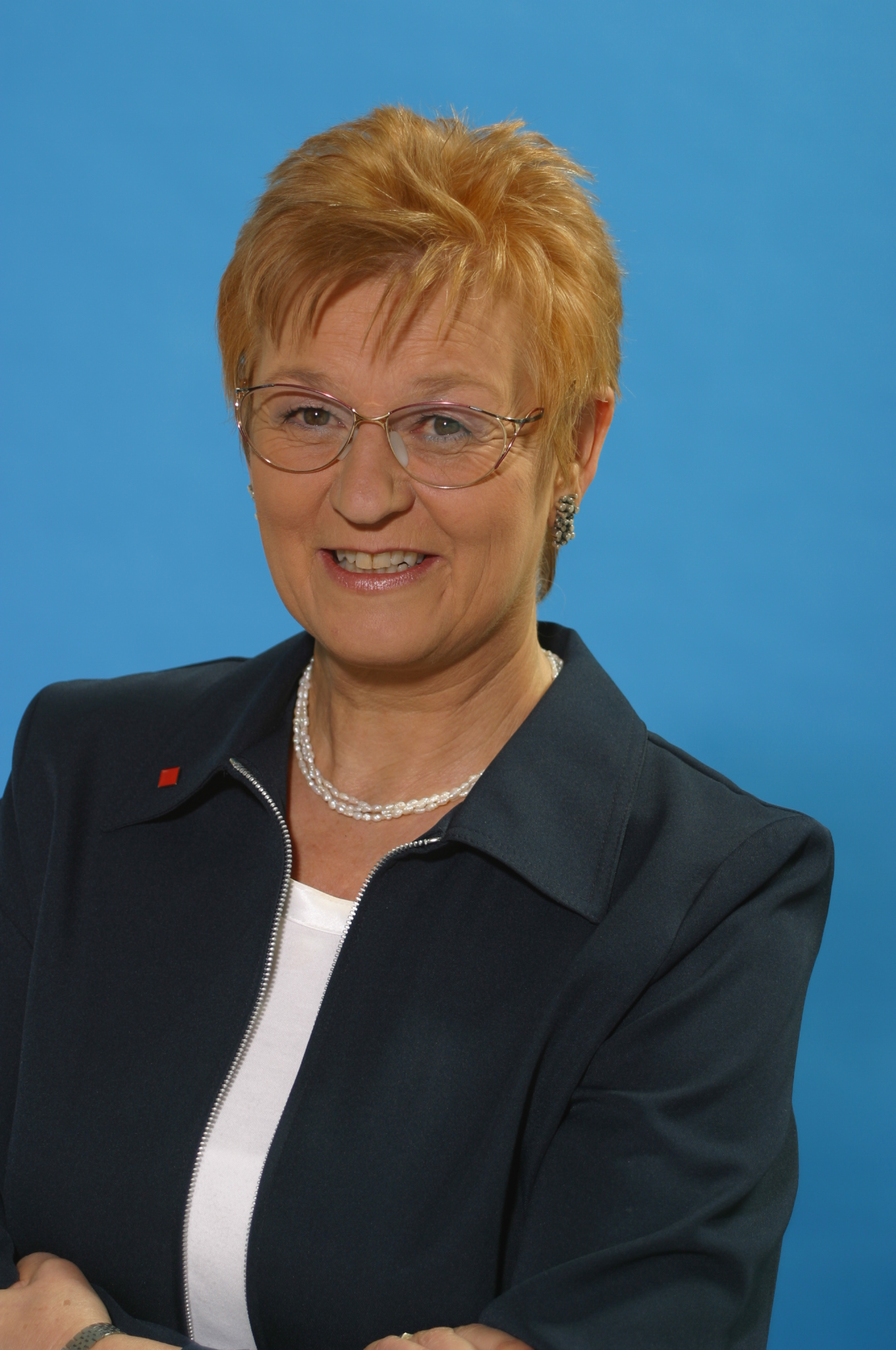
Heidi Lück (* 1943)

- 1943: Heidi Lück, deutsche Politikerin, MdL
- 1943: Byron Mallott, US-amerikanischer Politiker
- 1943: Julie Rogers, britische Sängerin
- 1943: Gerhard Steidele, deutscher Judoka
- 1944: Philippe Carron, Schweizer Autorennfahrer
- 1944: Florin Gheorghiu, rumänischer Schachspieler
- 1944: Viveca Lärn, schwedische Kinderbuchautorin und Schriftstellerin
- 1944: Christine Lucyga, deutsche Fremdsprachenlehrerin und Politikerin, MdB
- 1944: Bernd Spier, deutscher Schlagersänger
- 1945: Celestino Aós Braco, spanischer Erzbischof und Kardinal von Santiago de Chile
- 1946: Wolfgang Ischinger, deutscher Botschafter und Diplomat
- 1946: Danny Kortchmar, US-amerikanischer Rocksänger und -gitarrist
- 1946: Giorgio Mariani, italienischer Fußballspieler
- 1947: Oswaldo Piazza, argentinischer Fußballspieler und -trainer

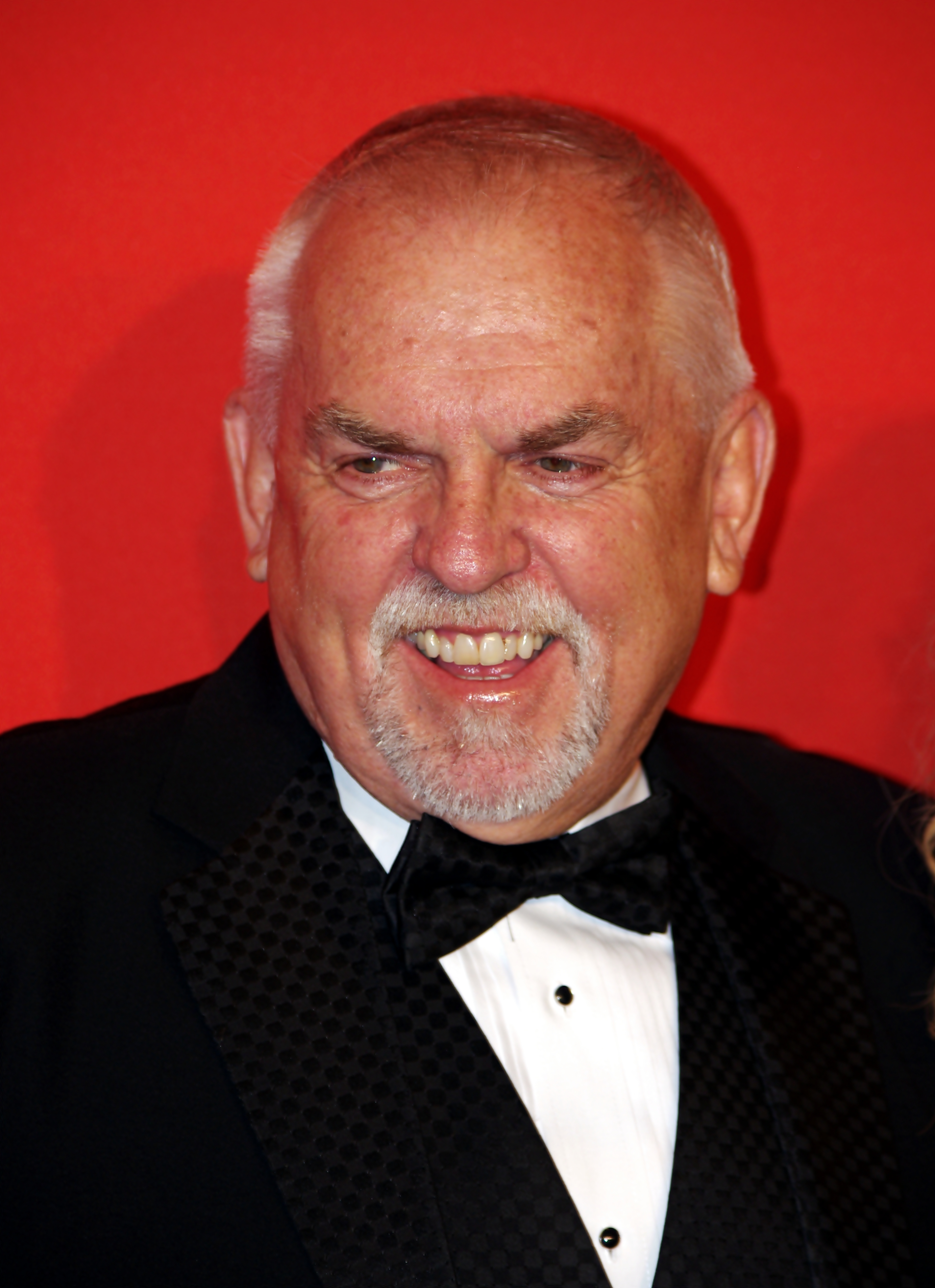
John Ratzenberger (* 1947)

- 1947: John Ratzenberger, US-amerikanischer Schauspieler
- 1947: Christel Riemann-Hanewinckel, deutsche Politikerin
- 1948: Jean-Jacques Avenel, französischer Jazzbassist
- 1948: Hubert Bognermayr, österreichischer Musiker
- 1948: Philippe Garrel,  französischer Schauspieler, Drehbuchautor und Filmregisseur
- 1948: Petra Kusch-Lück, deutsche Moderatorin, Tänzerin und Sängerin
- 1948: Jo Leinen, deutscher Rechtsanwalt und Politiker, MdL und Landesminister, MdEP
- 1948: Eric Robertson, kanadischer Komponist, Organist und Pianist
- 1948: Friederike Roth, deutsche Schriftstellerin
- 1948: Bengt-Arne Wickström, schwedischer Finanzwissenschaftler
- 1949: Janet Ågren, schwedische Schauspielerin
- 1949: Anton Bruhin, Schweizer Musiker, Dichter und Künstler
- 1949: Patrick Hernandez, französischer Sänger
- 1949: Josef Jandrisits, österreichischer Musiker und Komponist
- 1949: Ng Ser Miang, singapurischer Diplomat und Mitglied des IOC
- 1949: Brigitte Schwaiger, österreichische Schriftstellerin
- 1949: Horst Ludwig Störmer, deutscher Physiker
- 1950: Nelson Dawidjan, sowjetisch-aserbaidschanischer Ringer
- 1950: Tina Engel, deutsche Schauspielerin
- 1950: Sue Schell, schweizerisch-amerikanische Sängerin

#### 1951–1975
- 1951: Jim Boelsen, US-amerikanischer Schauspieler

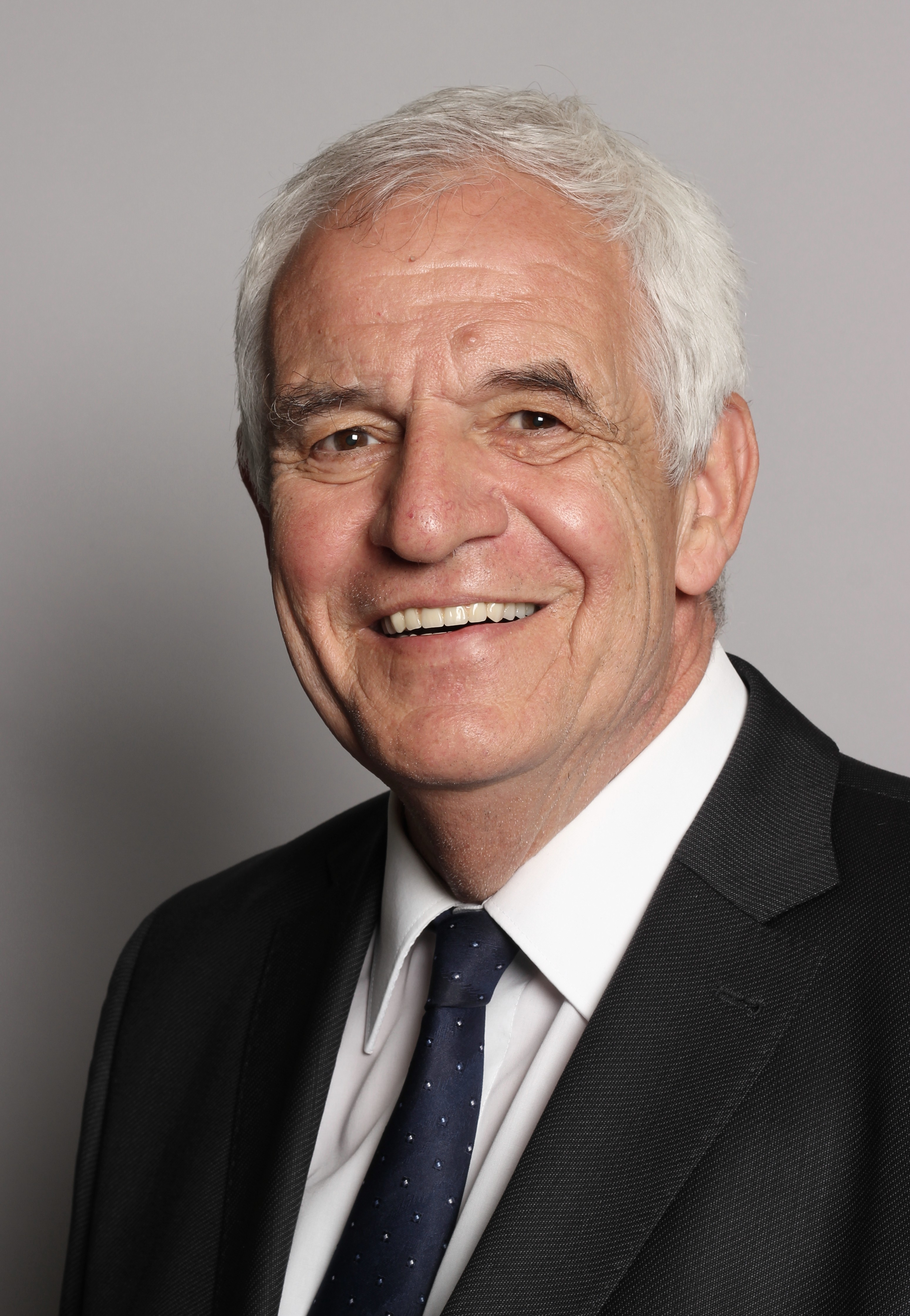
Rainer Stickelberger (* 1951)

- 1951: Rainer Stickelberger, deutscher Politiker, MdB
- 1951: Peter Ustorf, deutscher Eishockeyspieler und -trainer
- 1951: Elisabeth Vitouch, österreichische Schauspielerin und Politikerin
- 1952: Udo Dirkschneider, deutscher Heavy-Metal-Sänger (Accept, U.D.O)
- 1952: Michael Vesper, deutscher Sportfunktionär und Politiker
- 1953: Marc Berdoll, französischer Fußballspieler
- 1953: Patrick Doyle, britischer Komponist
- 1953: Christopher Franke, deutscher Musiker (Tangerine Dream)
- 1953: Gisbert Piatkowski, deutscher Gitarrist und Rockmusiker, Gitarrenlehrer und Verfasser von Gitarrenschulen
- 1953: Thomas Spitzer, österreichischer Texter, Komponist und Musiker (EAV), Grafiker
- 1954: Judi Bowker, britische Filmschauspielerin
- 1954: Frieder Butzmann, deutscher Komponist, Hörspielautor und Performance-Künstler
- 1954: Sepp Ferstl, deutscher Skirennläufer
- 1954: Aaron Kyle, US-amerikanischer American-Football-Spieler
- 1955: Roland Agustoni, Schweizer Politiker
- 1955: Ulrich Barnickel, deutscher Künstler

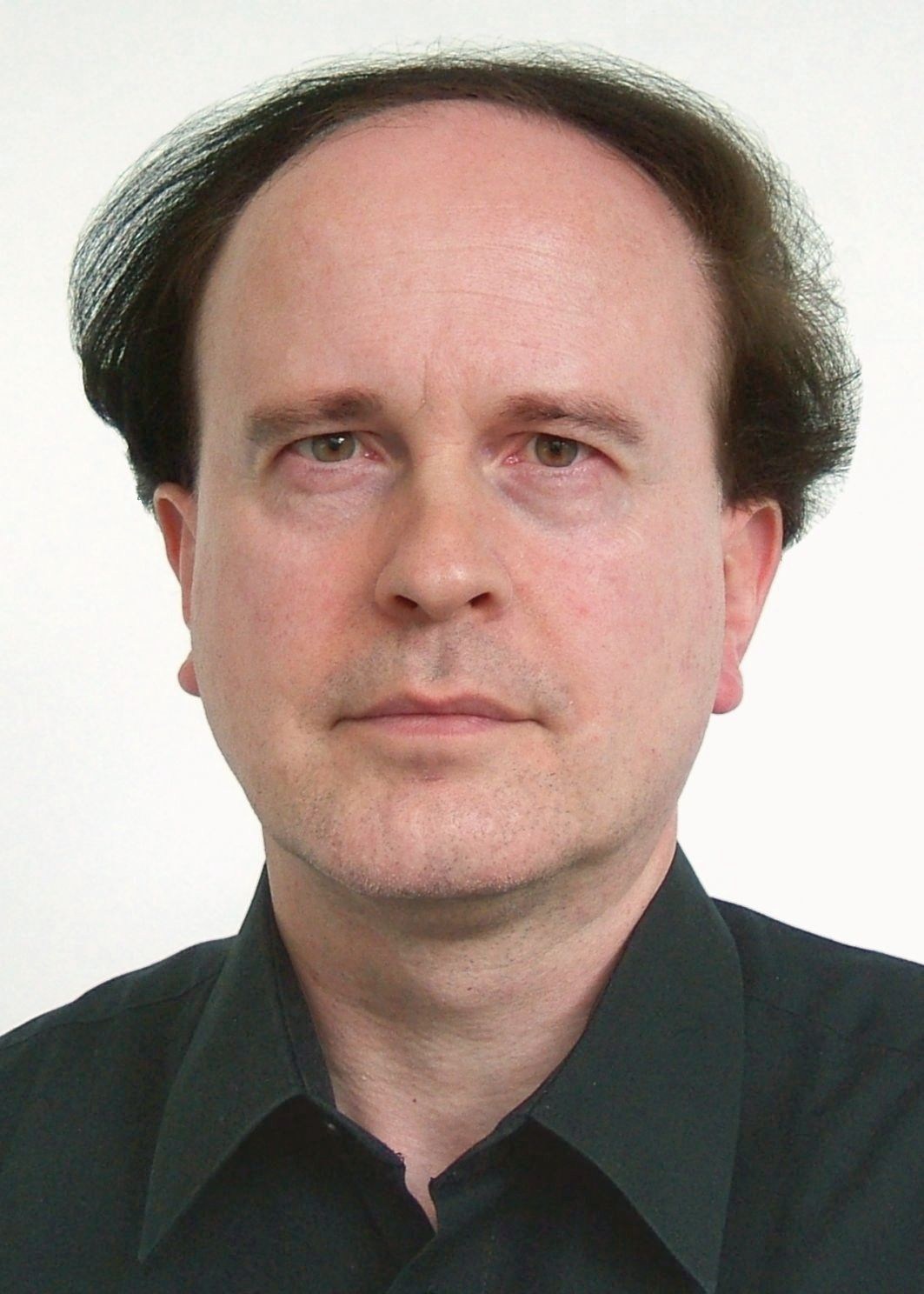
Axel W. Bauer (* 1955)

- 1955: Axel W. Bauer, deutscher Medizinhistoriker und Bioethiker
- 1955: Rudi Buttas, deutscher Gitarrist
- 1955: Karsten Heine, deutscher Fußballspieler und -trainer
- 1955: László Kiss-Rigó, ungarischer römisch-katholischer Bischof
- 1955: Ralf Knütter, deutscher Leichtathlet
- 1955: Michael Rooker, US-amerikanischer Schauspieler
- 1956: Michele Bachmann, US-amerikanische Politikerin

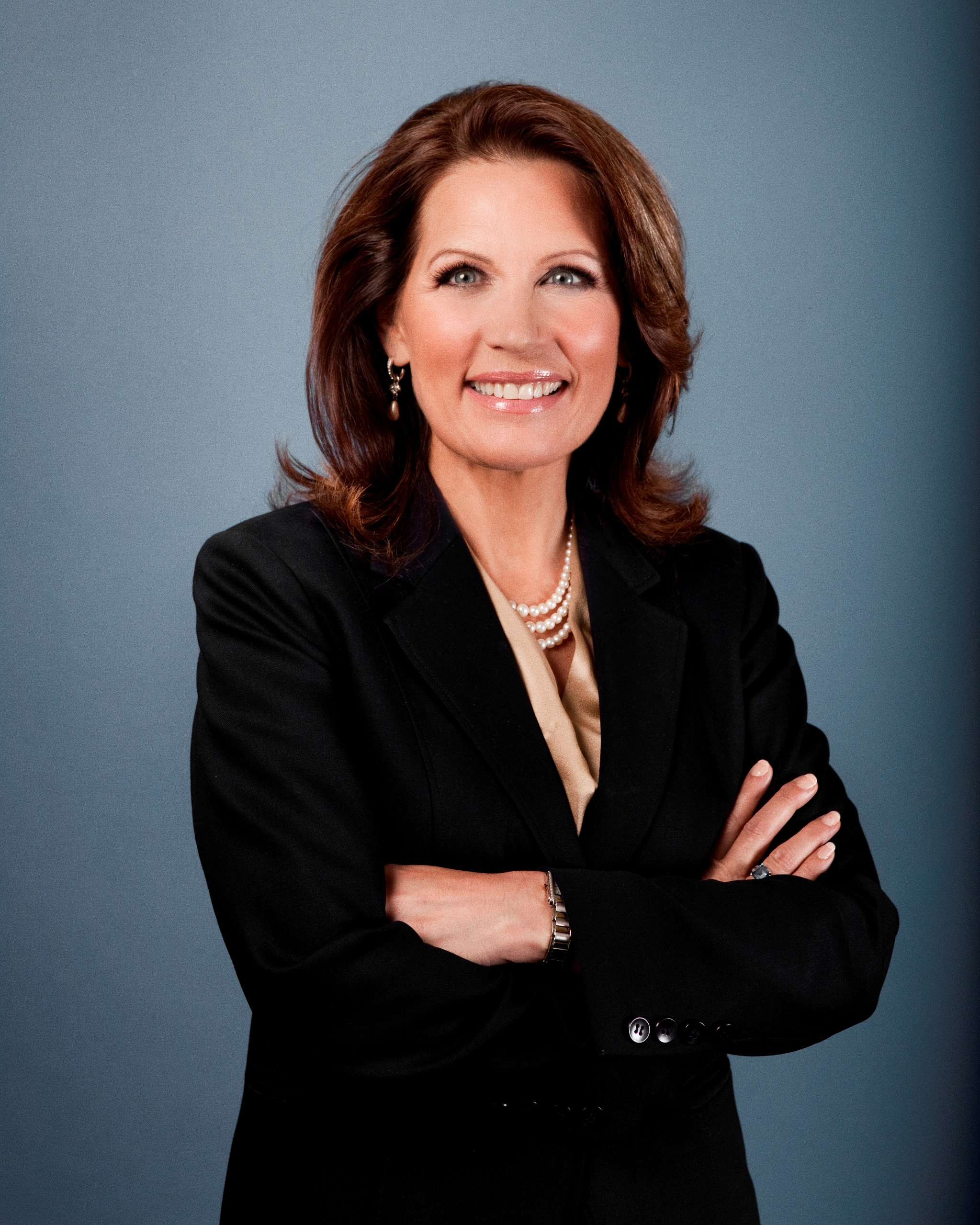
Michele Bachmann (* 1956)

- 1956: Eva Burgdorf, deutsche Diakonin und Feministin
- 1956: Thomas Koschwitz, deutscher Entertainer, Schauspieler und Radiomoderator
- 1957: Jesper Bank, dänischer Segler
- 1957: Maurizio Damilano, italienischer Leichtathlet, Olympiasieger
- 1958: Aslan Bschania, abchasischer Politiker
- 1959: Aljaksandr Karschakewitsch, belarussischer Handballspieler und -trainer
- 1959: Pietro Vierchowod, italienischer Fußballspieler
- 1960: Adriana Altaras, deutsche Schauspielerin und Regisseurin
- 1960: Batem, belgischer Comiczeichner und -autor
- 1960: Michaela Caspar, deutsche Schauspielerin
- 1962: Tomoyasu Asaoka, japanischer Fußballspieler
- 1962: Farid Müller, deutscher Kommunalpolitiker
- 1962: Sabine Pemsel-Maier, deutsche römisch-katholische Theologin
- 1962: Marco Schällibaum, Schweizer Fußballspieler
- 1962: Robert Wells, schwedischer Komponist, Pianist und Entertainer
- 1963: Ines Adler, deutsche Schlager- und Popmusikerin
- 1963: Pauline Lafont, französische Filmschauspielerin
- 1963: Derrick May, US-amerikanischer Technoproduzent und DJ, Mitbegründer des Detroit Techno
- 1964: Juliet Cuthbert, jamaikanische Leichtathletin
- 1964: Jesse Lee Davis, US-amerikanischer Sänger und Songwriter
- 1964: René Eijkelkamp, niederländischer Fußballspieler und -trainer
- 1964: Michael Heinisch-Kirch, deutscher Diakon, Bürgerrechtler und Politiker
- 1964: Robert Hübner, deutscher Moderator
- 1964: Katrin Kunert, deutsche Politikerin
- 1964: Salem Ould Habib, mauretanischer Ringer
- 1964: Luíz Antônio dos Santos, brasilianischer Marathonläufer
- 1964: Dirk Schmidt, deutscher Schriftsteller
- 1964: Geovani Silva, brasilianischer Fußballspieler
- 1964: Deborah Theaker, kanadische Schauspielerin
- 1964: Tim Walz, US-amerikanischer Politiker
- 1964: Kōji Yamamura, japanischer Animationsfilm-Regisseur
- 1964: Christoph Zuschlag, deutscher Kunsthistoriker
- 1965: Alba Luz Arbeláez Álvarez, kolumbianische Botanikerin
- 1965: Theresia Bauer, deutsche Politikerin
- 1965: Frank Black, US-amerikanischer Musiker
- 1965: Amedeo Carboni, italienischer Fußballspieler
- 1966: Hossein Amini, iranischer Drehbuchautor und Filmproduzent
- 1966: Jörg Rohde, deutscher Politiker, MdB
- 1967: Chantal Bournissen, Schweizer Skirennläuferin
- 1968: Jakob Ejersbo, dänischer Schriftsteller
- 1968: Oliver Korittke, deutscher Schauspieler
- 1968: Kat Menschik, deutsche Illustratorin und Zeichnerin
- 1969: Peter Boehringer, deutscher Politiker, MdB
- 1969: Albert Ouédraogo, burkinischer Politiker
- 1969: Philipp Peter, österreichischer Autorennfahrer
- 1969: Paul Rudd, US-amerikanischer Filmschauspieler
- 1970: Peter Atherton, englischer Fußballspieler
- 1970: Olaf Kölzig, deutscher Eishockeyspieler
- 1970: Roy Mayorga, US-amerikanischer Schlagzeuger
- 1971: Mona Grudt, norwegische Moderatorin und Schauspielerin

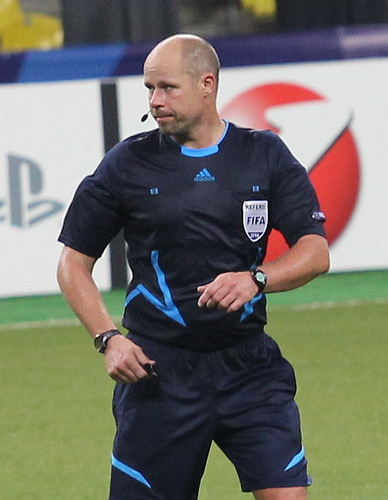
Martin Hansson (* 1971)

- 1971: Martin Hansson, schwedischer Fußballschiedsrichter
- 1972: Ralf Bucher, deutscher Fußballspieler
- 1972: Constantinos Stylianou, griechisch-zypriotischer Komponist
- 1973: Niels Annen, deutscher Politiker
- 1973: Joana Cotar, deutsche Politikerin
- 1973: Lori Heuring, US-amerikanische Schauspielerin
- 1973: Marc Metzger, deutscher Komiker
- 1973: Rie Miyazawa, japanische Schauspielerin
- 1974: Jay Batzner, US-amerikanischer Komponist und Musikpädagoge
- 1974: Robert Kovač, kroatischer Fußballspieler
- 1974: Joseph Merszei, macauischer Autorennfahrer
- 1975: Charlotte Booth, britische Ägyptologin und Archäologin
- 1975: Zach Braff, US-amerikanischer Schauspieler und Regisseur
- 1975: Hal Gill, US-amerikanischer Eishockeyspieler
- 1975: Joel West, US-amerikanischer Schauspieler und Fotomodell

#### 1976–2000
- 1976: Jennipher Antoni, deutsche Schauspielerin und Hörspielsprecherin

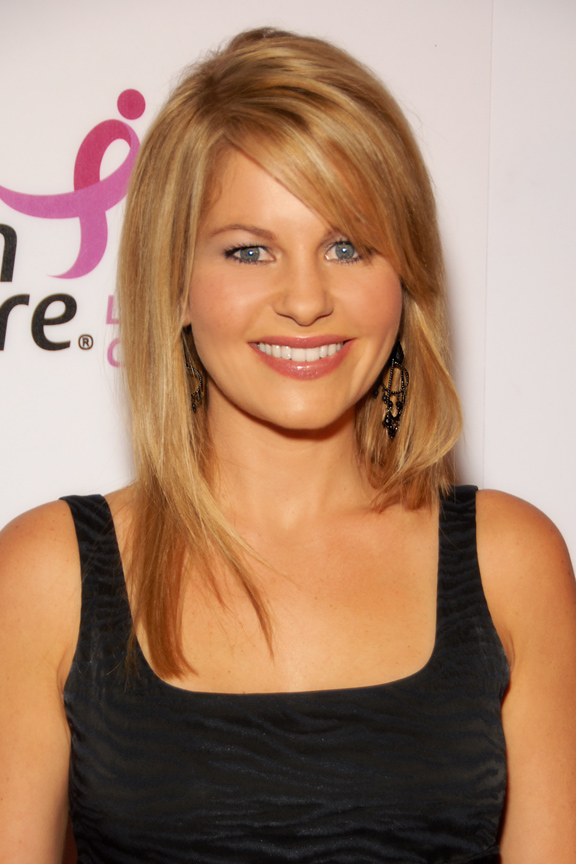
Candace Cameron Bure (* 1976)

- 1976: Candace Cameron Bure, US-amerikanische Schauspielerin
- 1976: James Fox, britischer Sänger und Songschreiber, Pianist und Gitarrist
- 1976: Anke Rehlinger, deutsche Politikerin (SPD)
- 1977: Sami Mustonen, finnischer Freestyle-Skier
- 1977: Matthias Schloo, deutscher Schauspieler
- 1978: Imani Coppola, US-amerikanische Popsängerin und Rapperin
- 1978: Hany El Fakharany, ägyptischer Handballspieler
- 1979: Britta Kamrau, deutsche Schwimmerin
- 1979: Tiana Angelina Moser, Schweizer Politikerin
- 1979: Lasse Münstermann, deutscher Snooker-Spieler
- 1979: Uljana Wolf, deutsche Schriftstellerin
- 1980: Tommi Evilä, finnischer Sportler
- 1980: Tanja Poutiainen, finnische Skirennläuferin
- 1980: Claudio Sprecher, Liechtensteiner Skirennläufer
- 1981: Eliza Coupe, US-amerikanische Schauspielerin
- 1981: Aidonia, jamaikanischer Dancehall-DJ
- 1981: Özcan Coşar, deutscher Comedian, Kabarettist, Podcaster, Moderator und Schauspieler
- 1981: Dennis Laubenthal, deutscher Schauspieler
- 1981: Lucas Matías Licht, argentinischer Fußballspieler
- 1981: Anastassia Morkovkina, estnische Fußballspielerin und -trainerin
- 1981: Jarret Thomas, US-amerikanischer Snowboarder
- 1982: Kolja Afriyie, deutscher Fußballspieler
- 1982: Alana Austin, US-amerikanische Schauspielerin
- 1982: Robin Clark, deutscher Musikproduzent und Hardstyle-DJ
- 1982: Hérculez Gómez, US-amerikanischer Fußballspieler
- 1982: Bret Harrison, US-amerikanischer Schauspieler
- 1982: Alwara Höfels, deutsche Schauspielerin
- 1982: Steve O’Dwyer, amerikanisch-irischer Pokerspieler
- 1983: Thomas Fothen, deutscher Radrennfahrer

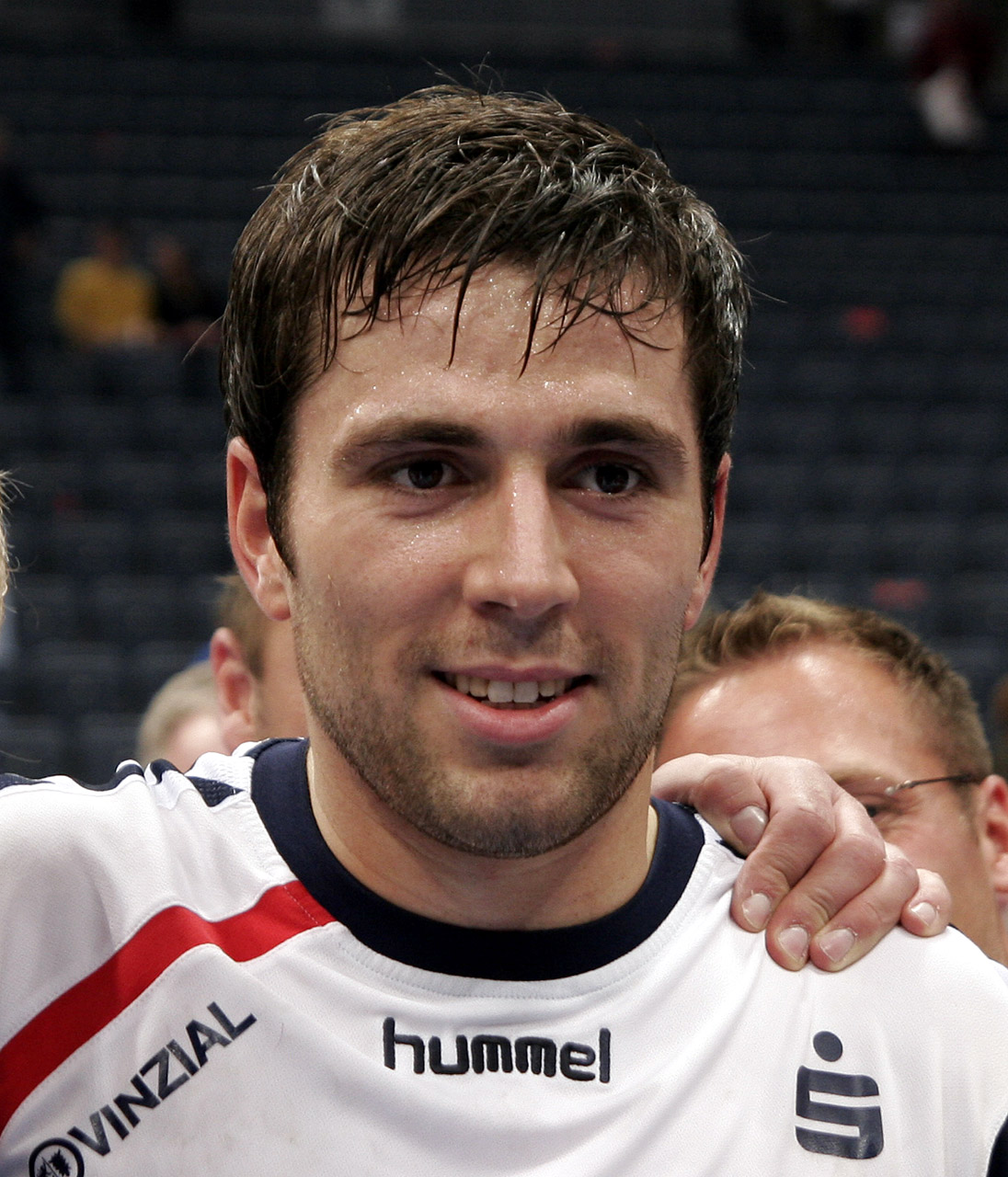
Torge Johannsen (* 1983)

- 1983: Torge Johannsen, deutscher Handballspieler
- 1983: Christian Sprenger, deutscher Handballspieler und -trainer
- 1983: Bobbi Starr, US-amerikanische Pornodarstellerin
- 1983: James Wade, englischer Dartspieler
- 1984: Takahiro Aō, japanischer Profiboxer
- 1984: Michaël Ciani, französischer Fußballspieler
- 1984: Siboniso Gaxa, südafrikanischer Fußballspieler
- 1985: Kate Jacewicz, australische Fußballschiedsrichterin
- 1986: Nikolas Asprogenis, zypriotischer Fußballspieler
- 1986: Wiebke Muhsal, deutsche Juristin und Politikerin
- 1987: Anna Donáth, ungarische Politikerin
- 1987: Robin Haase, niederländischer Tennisspieler
- 1988: Maik Georgi, deutscher Fußballspieler
- 1989: Stefano Coletti, monegassischer Rennfahrer
- 1989: Tom Dillmann, französischer Rennfahrer
- 1990: Andreas Angerer, österreichischer Politiker
- 1990: Seo Yea-ji, südkoreanische Schauspielerin
- 1991: Kim Irion, deutsche Handballspielerin
- 1991: Nico Pepaj, US-amerikanischer Fußballspieler und Model
- 1991: Alexandra Popp, deutsche Fußballspielerin
- 1992: Kathrin Hendrich, deutsche Fußballspielerin
- 1993: Neville Hewitt, US-amerikanischer American-Football-Spieler
- 1993: Hanna Klein, deutsche Leichtathletin
- 1994: Ling Zhi, chinesischer Curler
- 1997: Daniel Elfadli, deutsch-libyscher Fußballspieler
- 1998: Linas Banys, litauischer Biathlet
- 1998: Brandon Holt, US-amerikanischer Tennisspieler
- 1998: Lily Jackson, US-amerikanische Kinderdarstellerin
- 1998: Peyton List, US-amerikanische Schauspielerin
- 2000: CJ Adams, US-amerikanischer Kinderdarsteller
- 2000: Maxence Lacroix, französischer Fußballspieler

### 21. Jahrhundert

#### 2001–2025
- 2001: Michel Heßmann, deutscher Radrennfahrer
- 2001: Henri Koide, Schweizer Fußballspieler
- 2001: Oscar Piastri, australischer Formel-1-Rennfahrer

## Gestorben

### Vor dem 16. Jahrhundert
- 0885: Method von Saloniki, griechischer Slawenapostel
- 0912: Notker I. Schweizer Dichter und Gelehrter
- 1028: Wilhelm IV., Graf von Angoulême
- 1031: Aribo, Erzbischof von Mainz
- 1052: Nitker, Bischof von Freising
- 1147: Friedrich II., Herzog von Schwaben
- 1193: Guigo II., Mönch, Kartäuser
- 1196: William Fitz Osbert, englischer Rechtsgelehrter und Revolutionär
- 1199: Richard Löwenherz, Herzog von Aquitanien, Herzog von Poitiers, englischer König
- 1199: Pierre Basile, der Schütze der Richard Löwenherz tödlich verwundete
- 1212: Bertram, Erzbischof von Bremen und Hamburg und Bischof von Metz
- 1231: William Marshal, 2. Earl of Pembroke, englischer Ritter normannischer Abstammung
- 1250: Gaucher de Châtillon, Herr von Donzy, Saint-Aignan, Montmirail und Montja sowie Kreuzfahrer
- 1250: Guy de Château-Porcien, Bischof von Soissons
- 1250: Hugo XI., Herr von Lusignan, Graf von La Marche und Angoulême sowie Regent der Grafschaften Penthièvre und Porhoët, Kreuzfahrer
- 1252: Petrus von Verona, italienischer dominikanischer Prediger, Inquisitor und Märtyrer
- 1280: Jacopo Contarini, 47. Doge von Venedig
- 1283: Peter I., französischer Prinz, Graf von Alençon und Le Perche, ein Graf von Blois und Chartres sowie Herr von Guise
- 1289: Ludolf von Schladen, Bischof von Halberstadt
- 1308: Reginald Grey, 1. Baron Grey of Wilton, englischer Adeliger und Militär
- 1317: Guido III., Graf von St. Pol
- 1348: Laura de Noves, französische Adlige, Frau von Graf Hugues II. de Sade, möglicherweise Muse Petrarcas
- 1362: Jacques I. de Bourbon, Graf von La Marche
- 1376: Preczlaw von Pogarell, Bischof von Breslau
- 1387: Jean d’Artois, Graf von Eu
- 1391: Heinrich von Eschenz, Abt im Kloster St. Blasien
- 1411: Conrad Letzkau, deutscher Ratsherr und Bürgermeister der Danziger Rechtstadt
- 1489: Hans Waldmann, Heerführer der Alten Eidgenossenschaft und Bürgermeister von Zürich
- 1490: Matthias Corvinus, König von Ungarn

### 16. bis 18. Jahrhundert
- 1520: Raffael, Maler und Baumeister der Hochrenaissance

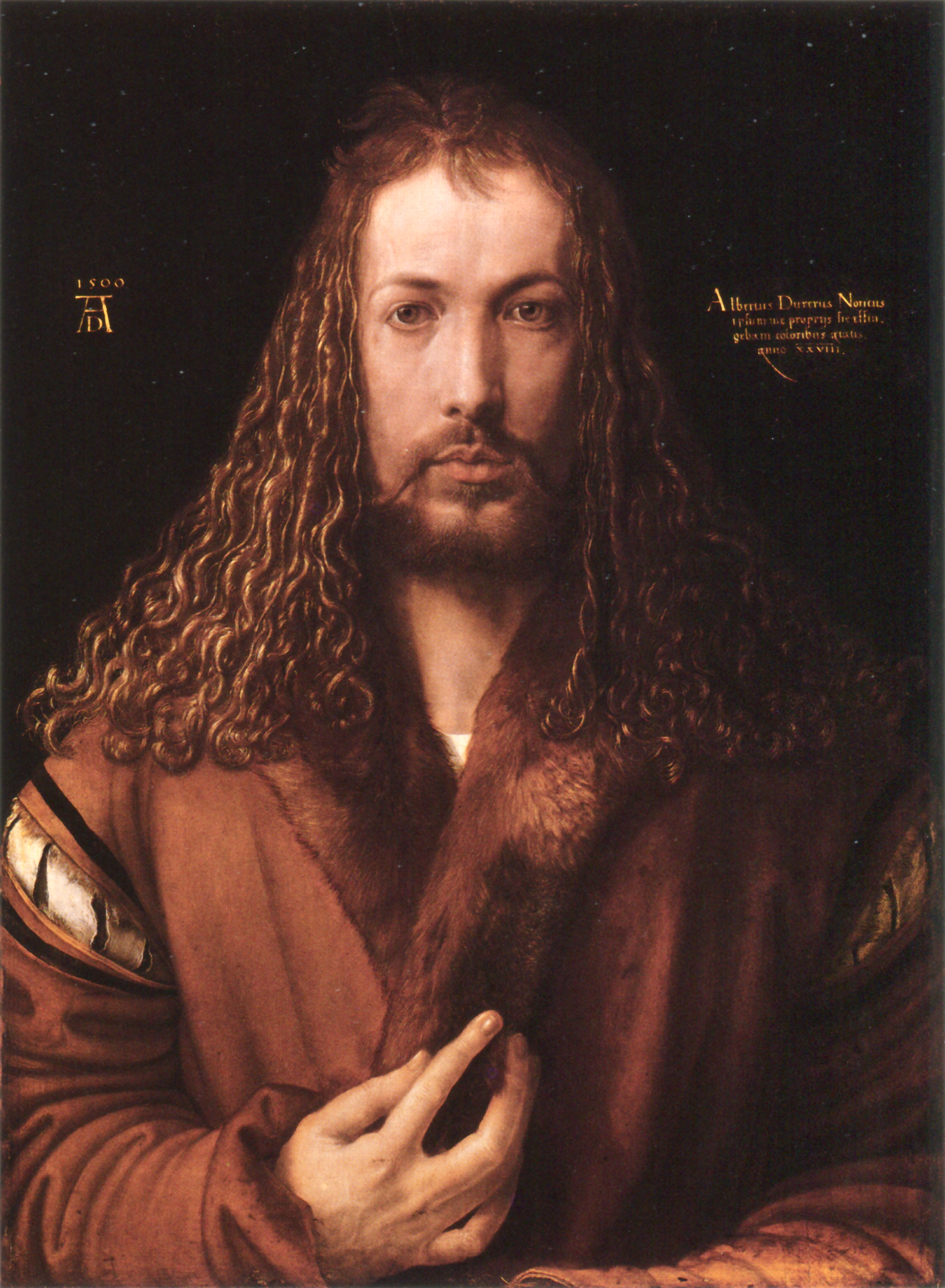
Albrecht Dürer († 1528)

- 1528: Albrecht Dürer, deutscher Maler und Grafiker
- 1551: Joachim Vadian, Schweizer Humanist, Mediziner und Gelehrter
- 1555: Giovanni Angelo Arcimboldi, Ablasskommissar für Norddeutschland und Skandinavien, Erzbischof von Mailand
- 1571: John Hamilton, katholischer Kirchenpolitiker in Schottland
- 1574: Georg Aff, Bürgermeister der Stadt Heilbronn
- 1590: Francis Walsingham, Gründer des britischen Geheimdienst
- 1621: Maria Christina von Österreich, Fürstin von Siebenbürgen
- 1624: Nikolaus von Wolkenstein, Bischof von Chiemsee
- 1633: Paul Tarnow, deutscher lutherischer Theologe, Rektor der Universität Rostock
- 1638: Sten Svantesson Bielke, schwedischer Botschafter und Direktor der Protestantischen Union
- 1641: Domenichino, italienischer Maler
- 1655: David Blondel, französischer reformierter Theologe
- 1660: Michelangelo Cerquozzi, italienischer Maler
- 1667ː Margareta I. von Dassel, Äbtissin im Kloster Medingen
- 1670: Leonora Baroni, berühmte italienische Sängerin
- 1679: Thomas Notley, englischer Kolonialgouverneur von Maryland
- 1684: Domenico Maria Canuti, italienischer Maler und Kupferstecher
- 1686: Arthur Annesley, 1. Earl of Anglesey, irischer Adliger
- 1697: Simon Bradstreet, letzter Gouverneur der englischen Massachusetts Bay Colony
- 1698: Mechtilde de Bar, Gründerin der Benediktinerinnen vom Heiligsten Sakrament
- 1699: Vincent Placcius, deutscher Jurist, Bibliothekar, Pädagoge, Philosoph und Schriftsteller
- 1702: Benedict Annon, italienischer Steinmetz und Bildhauer
- 1706: Christoph Egedacher, süddeutscher Orgelbauer
- 1707: Willem van de Velde der Jüngere, niederländischer Maler
- 1715: Jacobus Perizonius, niederländischer Klassischer Gelehrter
- 1716: Johann Heinrich Hoffmann, deutscher Astronom
- 1720: Pieter van Bloemen, flämischer Maler
- 1748: David Kellner, deutscher Jurist, Dichter, Organist, Musiktheoretiker und Lautenist
- 1752: Friedrich Christian Glume, deutscher Bildhauer
- 1759: Johann Gottfried Zinn, deutscher Mediziner und Botaniker
- 1762: Hermann Werner von Bossart, deutscher Priester, Diplomat und Domherr in Köln
- 1779: Louis-Henri Fourgeoud, Schweizer Offizier in fremden Diensten
- 1779: Tommaso Traetta, italienischer Komponist
- 1782: Johann Tobias Krebs, deutscher Philologe und Pädagoge
- 1782: Taksin, König von Siam
- 1783: Gottlieb Scholtze, deutscher Orgelbauer
- 1785: Johann Augustin Dietelmair, deutscher evangelischer Theologe und Hochschullehrer
- 1790: Ludwig IX., Gemahl der Henriette Karoline von Pfalz-Zweibrücken

### 19. Jahrhundert

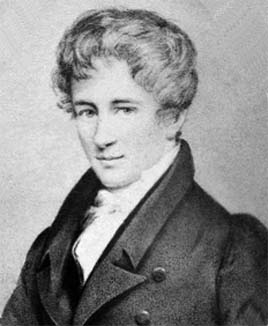
Niels Henrik Abel († 1829)

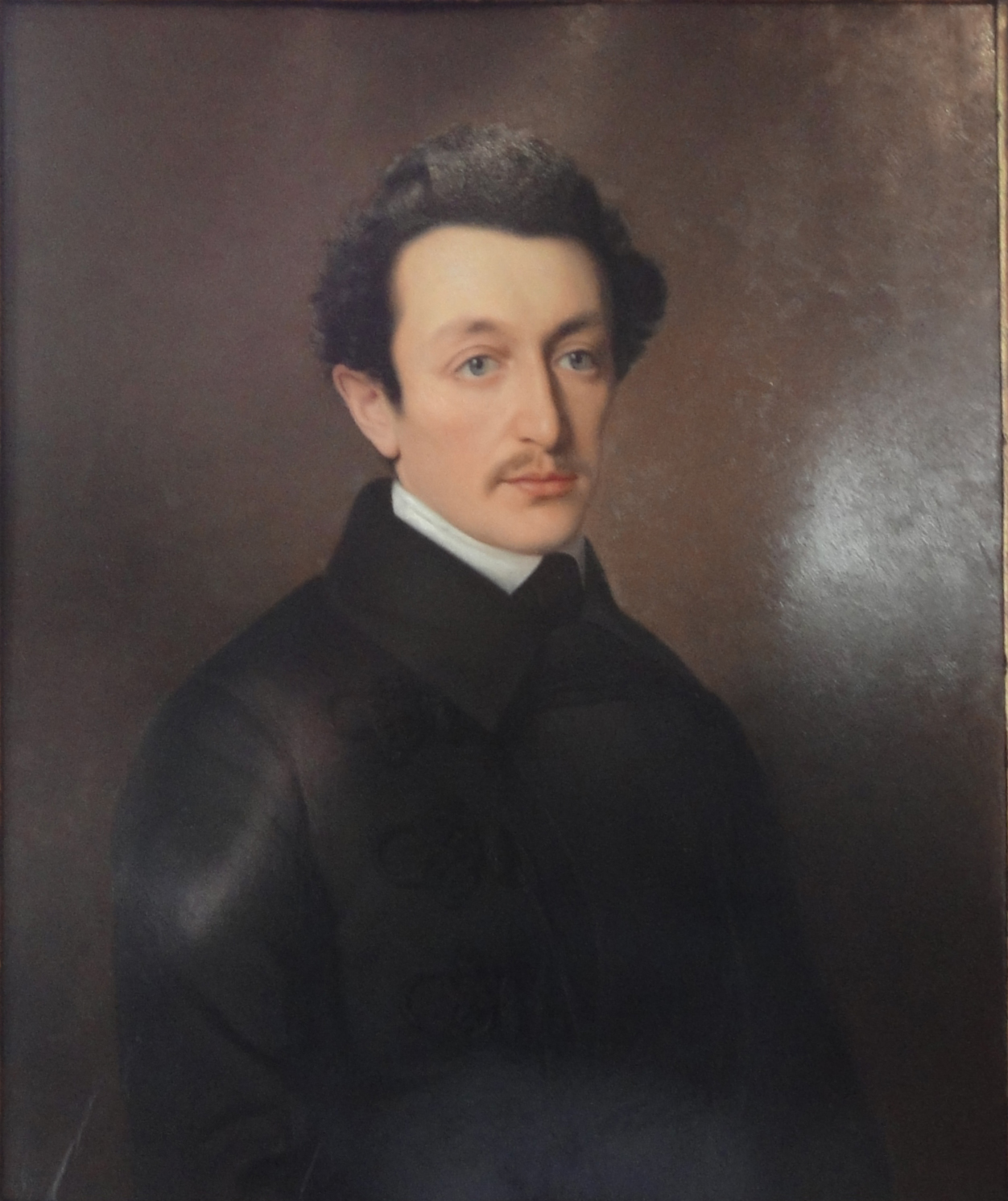
Moses Hess († 1875)

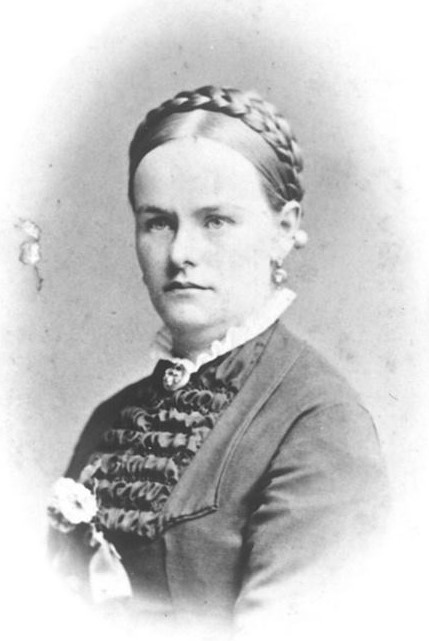
Ludovica Hesekiel († 1889)

- 1803: Eberhard Ludwig Becht, deutscher Archivar, Bürgermeister von Heilbronn
- 1803: William Hamilton, schottischer Diplomat, Kunstsammler und Vulkanologe
- 1806: Franz Anton von Blanc, österreichischer Beamter
- 1817: Bonaventura Furlanetto, italienischer Komponist
- 1825: Luise von Sachsen-Hildburghausen, Prinzessin von Sachsen-Hildburghausen, Herzogin von Nassau
- 1829: Niels Henrik Abel, norwegischer Mathematiker
- 1833: Adamantios Korais, griechischer Gelehrter und Schriftsteller
- 1837: Teresa Bandettini, italienische Dichterin
- 1838: José Bonifácio de Andrada e Silva, brasilianischer Mineraloge und Staatsmann
- 1838: Friedrich Lennig, deutscher Dialektdichter
- 1842: Johann Anton André, deutscher Komponist und Musikverleger
- 1844: Friedrich Franz Xaver von Hohenzollern-Hechingen, österreichischer Feldmarschall
- 1850: Wilhelm Bötticher, deutscher Pädagoge und Historiker
- 1850: Gustav Ernst von Stackelberg, deutsch-baltischer Adliger und kaiserlich-russischer Diplomat
- 1852: François-Louis Cailler, Schweizer Schokoladenpionier
- 1854: William Strickland, US-amerikanischer Architekt
- 1856: Adolphe Monod, Schweizer reformierter Erweckungsprediger
- 1862: Albert S. Johnston, US-amerikanischer Offizier, General der texanischen Armee und der Konföderierten im Amerikanischen Bürgerkrieg
- 1865: James Tracy Hale, US-amerikanischer Politiker
- 1865: Hermann von der Schulenburg, preußischer Offizier und Kapuziner
- 1865: Antonio Pinto Soares, Staatsoberhaupt von Costa Rica
- 1870: Johannes Joneli, Schweizer Lehrer
- 1871: Josef Naus, Offizier und Vermessungstechniker
- 1875: Moses Hess, deutsch-jüdischer Philosoph und Schriftsteller, Frühsozialist, Vorläufer der Zionisten
- 1877: Hermann Koch, deutscher Geheimer Bergrat und Vater von Robert Koch
- 1877: Alexander Robert Reinagle, englischer Organist und Komponist
- 1882: Martin Achleitner, „Wasseraufseher“ in München
- 1884: Emanuel Geibel, deutscher Lyriker
- 1886: Théodore Ritter, französischer Pianist und Komponist
- 1887: D. Wyatt Aiken, US-amerikanischer Politiker
- 1889: Ludovica Hesekiel, deutsche Schriftstellerin
- 1889: Frederick Ouseley, britischer Musikgelehrter, Organist und Komponist
- 1892: John Irvin Gregg, US-amerikanischer General im Sezessionskrieg
- 1896: Bernhard Anemüller, deutscher Historiker, Archivar und Bibliothekar
- 1898: Emma Moerdes, deutsche Opernsängerin (Sopran)
- 1899: Victor Sieg, französischer Organist und Komponist

### 20. Jahrhundert

#### 1901–1950

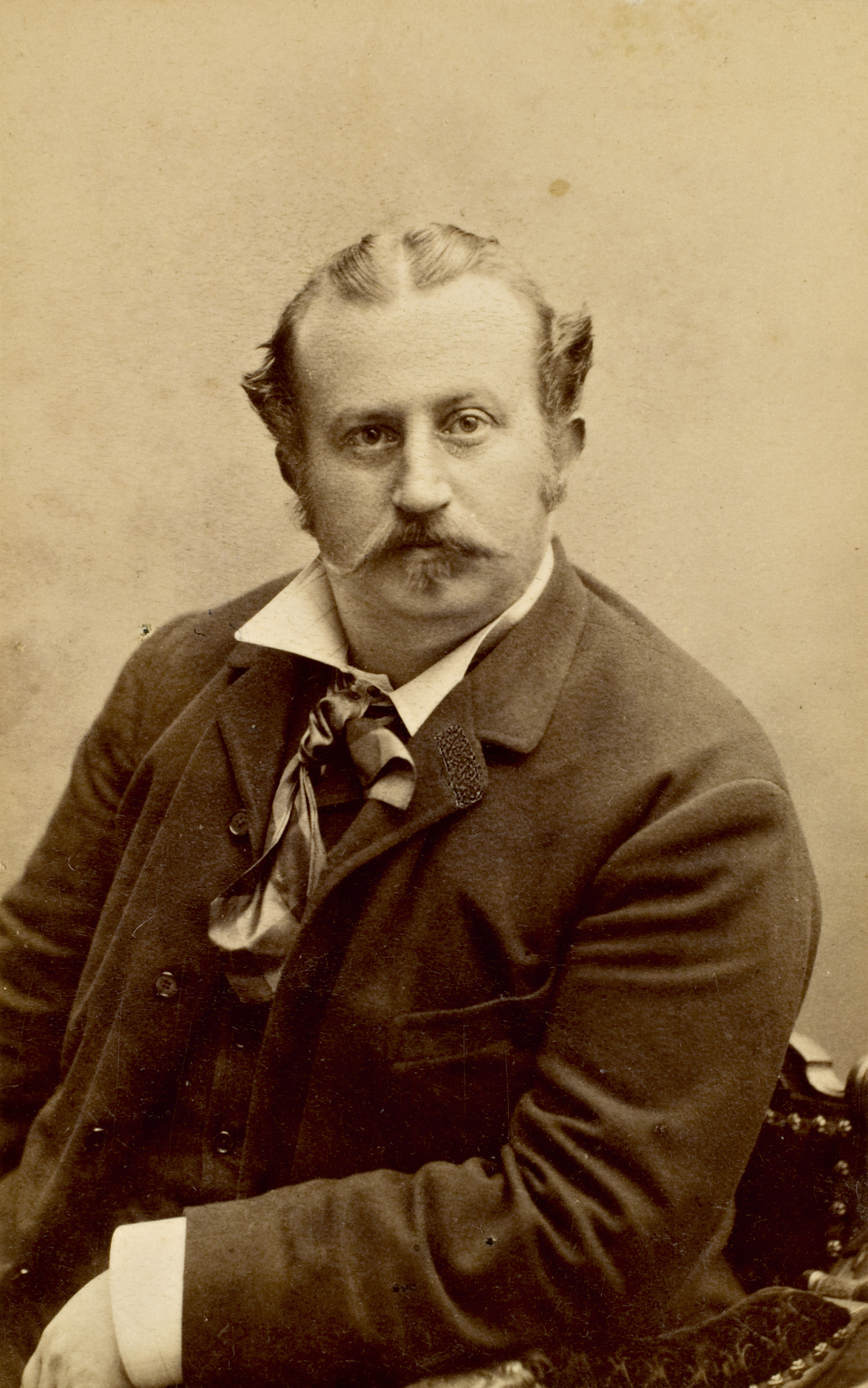
Alexander Kielland († 1906)

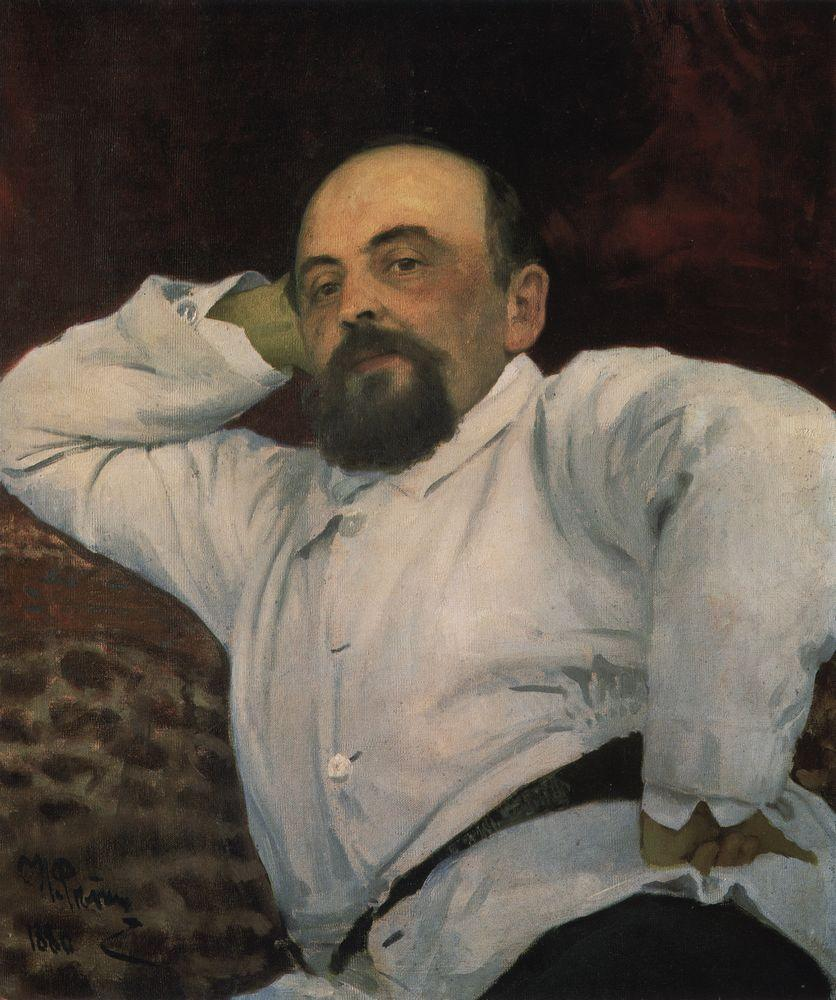
Sawwa Mamontow († 1918)

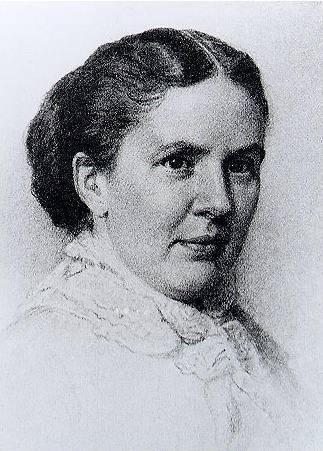
Alice Fletcher. († 1923)

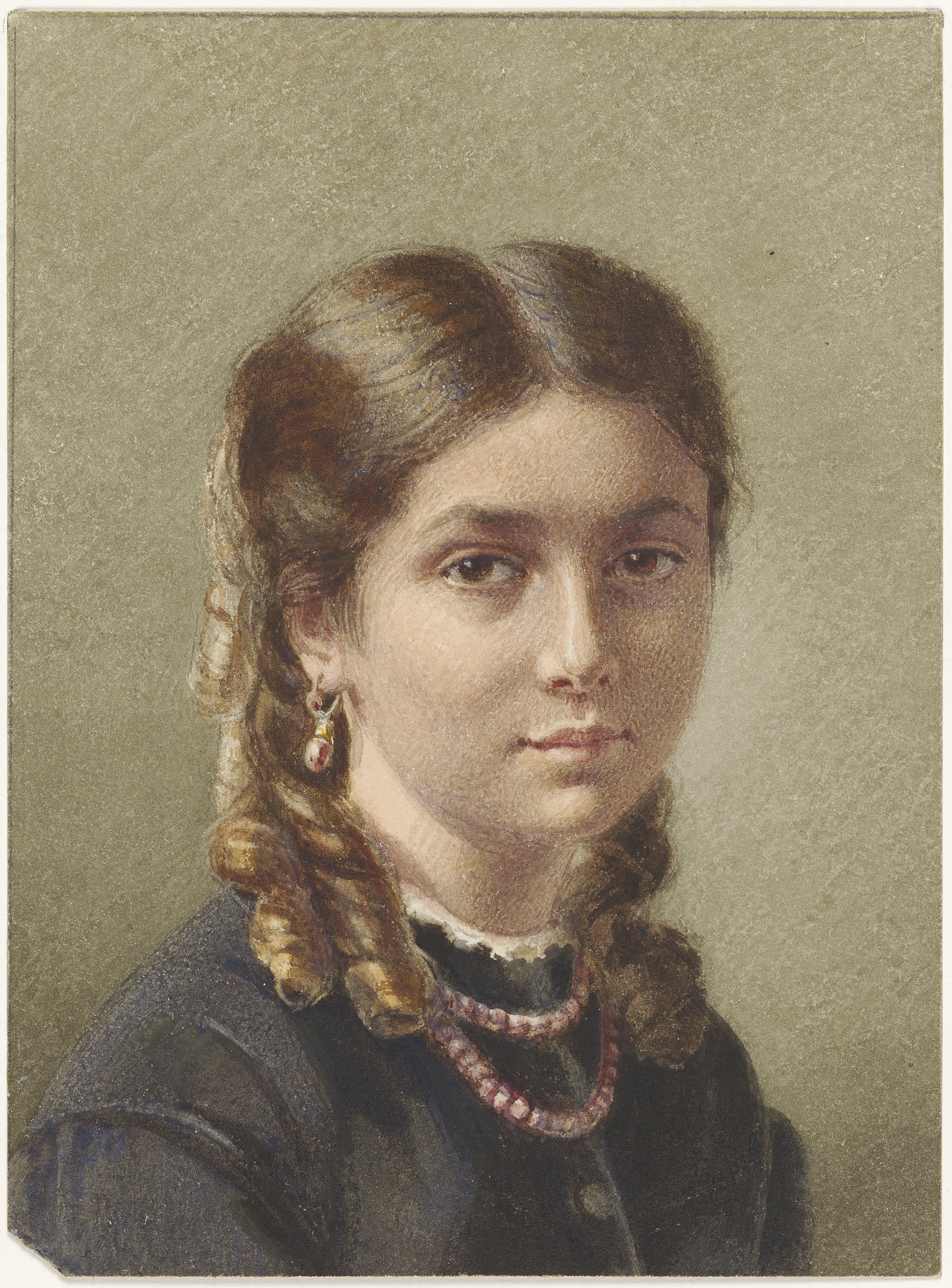
Marie von Frisch († 1925)

- 1902: Walther Arnsperger, deutscher Philosoph
- 1906: Friedrich Hultsch, deutscher Altphilologe und Mathematikhistoriker
- 1906: Alexander Lange Kielland, norwegischer Autor
- 1907: Retheos Berberian, armenischer Pädagoge und Publizist, Schriftsteller und Übersetzer
- 1907: William Henry Drummond, kanadischer Lyriker
- 1907: Bernhard Hammer, Schweizer Politiker
- 1909: Franz Wickhoff, österreichischer Kunsthistoriker
- 1910: Michael Rua, zweiter Generaloberer der Salesianer Don Boscos
- 1912: Josef Aichbichler, bayerischer Politiker
- 1912: Giovanni Pascoli, italienischer Dichter
- 1913: Adolf Slaby, erster Ordinarius für Elektrotechnik an der TH Berlin
- 1915: Curtis Guild, US-amerikanischer Politiker, Gouverneur des Bundesstaates Massachusetts und US-Botschafter in Russland
- 1918: Sawwa Iwanowitsch Mamontow, russischer Industrieller und Mäzen
- 1919: Johann Knief, deutscher Lehrer, Redakteur und Politiker
- 1919: Richard Cornelius Kukula, österreichischer Altphilologe
- 1920: George Madison Adams, US-amerikanischer Politiker
- 1921: Maximilian Delphinius Berlitz, deutsch-US-amerikanischer Sprachpädagoge und Gründer der „Berlitz Sprachschulen“
- 1923: Alice Fletcher, US-amerikanische Ethnologin
- 1924: Otto Plasberg, deutscher Altphilologe
- 1925ː Marie von Frisch, österreichische Autorin
- 1925: Guido Mentasti, italienischer Motorradrennfahrer
- 1935: Edwin Arlington Robinson, US-amerikanischer Dichter
- 1942: Miguel Alfonseca, dominikanischer Lyriker, Erzähler, Dramatiker und Philosoph
- 1943: Alexandre Millerand, französischer Staatsmann und Politiker, mehrfacher Minister und Staatspräsident
- 1944: Elvira Eisenschneider, deutsche Widerstandskämpferin gegen den und Opfer des Nationalsozialismus
- 1944: Isolde Kurz, deutsche Schriftstellerin, Lyrikerin und Übersetzerin
- 1944: Erich Ohser, deutscher Zeichner
- 1945: Heinrich Bulle, deutscher Archäologe
- 1947: Herbert Backe, deutscher Reichsminister für Ernährung
- 1947: Václav Kaprál, tschechischer Komponist

#### 1951–2000
- 1951: Halfdan Cleve, norwegischer Komponist
- 1956: Walter Rohrbeck, deutscher Hochschullehrer
- 1956: Gertrud Wurmb, deutsche Malerin
- 1958: Vítězslav Nezval, tschechischer Dichter, Schriftsteller und Übersetzer
- 1958: Reinhold Schneider, deutscher Schriftsteller
- 1959: Anton Diel, deutscher Politiker

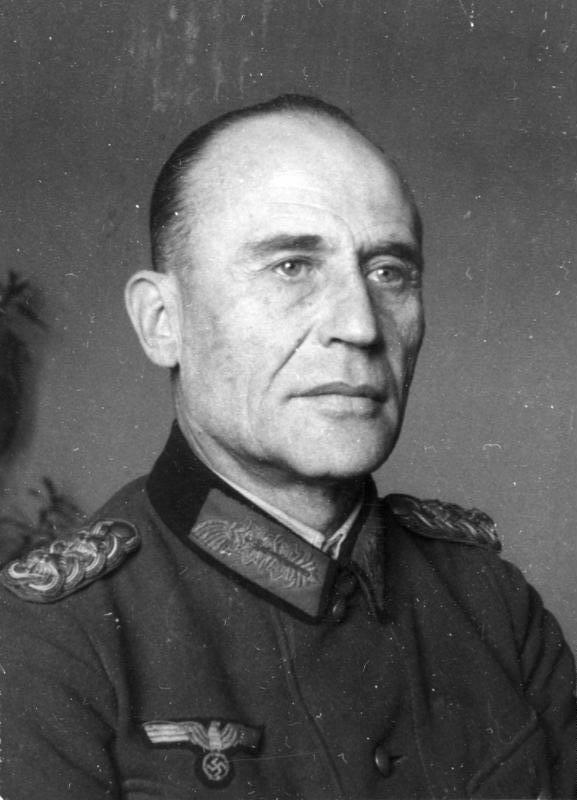
Friedrich Kirchner († 1960)

- 1960: Friedrich Kirchner, deutscher General
- 1961: Jules Bordet, belgischer Biologe und Immunologe
- 1962: Carlo Giorgio Garofalo, italienischer Komponist und Organist
- 1962: Bathildis zu Schaumburg-Lippe, Mitglied der Häuser Schaumburg-Lippe und Waldeck–Pyrmont
- 1962: Wilhelm Schmidt, deutscher Politiker, MdB
- 1963: Karl Scharnagl, deutscher Kommunalpolitiker, Oberbürgermeister von München
- 1963: Otto von Struve, russisch-US-amerikanischer Astronom
- 1965: August Adolphi, deutscher Kommunalpolitiker
- 1966: Emil Brunner, Schweizer Theologe
- 1969: Gabriel Chevallier, französischer Journalist und Literat (Clochemerle)
- 1969: Tzwetta Tzatschewa, bulgarisch-deutsche Schauspielerin
- 1970: Samuel Sheppard, US-amerikanischer Arzt und Justizopfer
- 1971: Igor Strawinsky, russisch-französisch-US-amerikanischer Komponist, Vertreter der Neuen Musik
- 1972: August Annist, estnischer Literaturwissenschaftler, Übersetzer, Folklorist und Lyriker

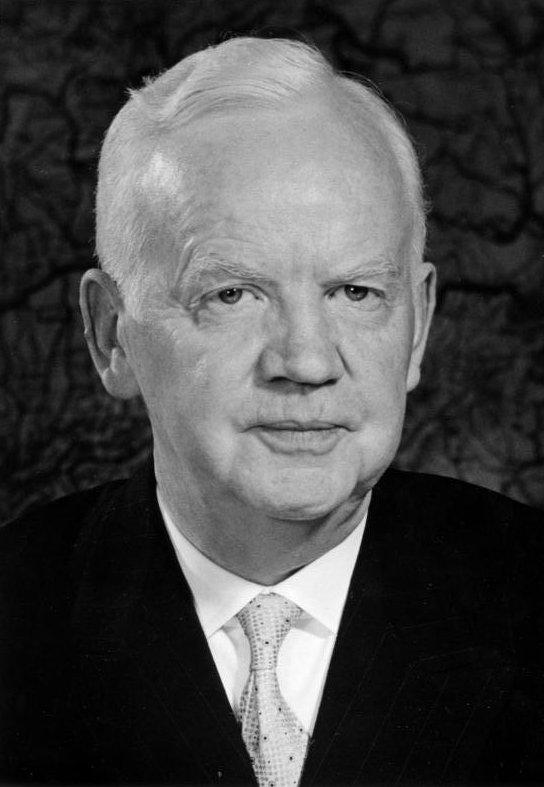
Heinrich Lübke († 1972)

- 1972: Heinrich Lübke, deutscher Bundespräsident, Landes- und Bundesminister
- 1974: Willem Marinus Dudok, niederländischer Architekt
- 1974: James Charles McGuigan, Erzbischof von Toronto und Kardinal
- 1974: Štěpán Trochta, Salesianer Don Boscos, Bischof von Litomerice und Kardinal
- 1976: Ruth Plumly Thompson, US-amerikanische Schriftstellerin
- 1976: Karl Weissenberg, österreichischer Physiker und Rheologe
- 1977: Guy Dollfuss, französischer Autorennfahrer
- 1977: Broadus Erle, US-amerikanischer Geiger und Musikpädagoge
- 1978: Gerhard Aichinger, österreichisch-deutscher Schriftsteller
- 1978: Nicolas Nabokov, russisch-US-amerikanischer Komponist
- 1979: Helmut Berve, deutscher Althistoriker, Epigraph und Prosopograph
- 1979: Marie von Buddenbrock, deutsche Kunstmalerin und Illustratorin
- 1979: Norman Tokar, US-amerikanischer Filmregisseur und Schauspieler
- 1981: Bob Hite, US-amerikanischer Rock- und Bluesmusiker (Canned Heat)
- 1983: Lutz Heck, deutscher Biologe und Zoodirektor
- 1986: Raimundo Orsi, argentinisch-italienischer Fußballspieler
- 1987: Erika Kröger, deutsche Politikerin, MdL
- 1988: Ernst Ludwig Uray, österreichischer Komponist
- 1990: Alfred Sohn-Rethel, deutscher Volkswirtschaftler und Industriesoziologe
- 1991: Heinrich Draeger, deutscher Politiker, MdB

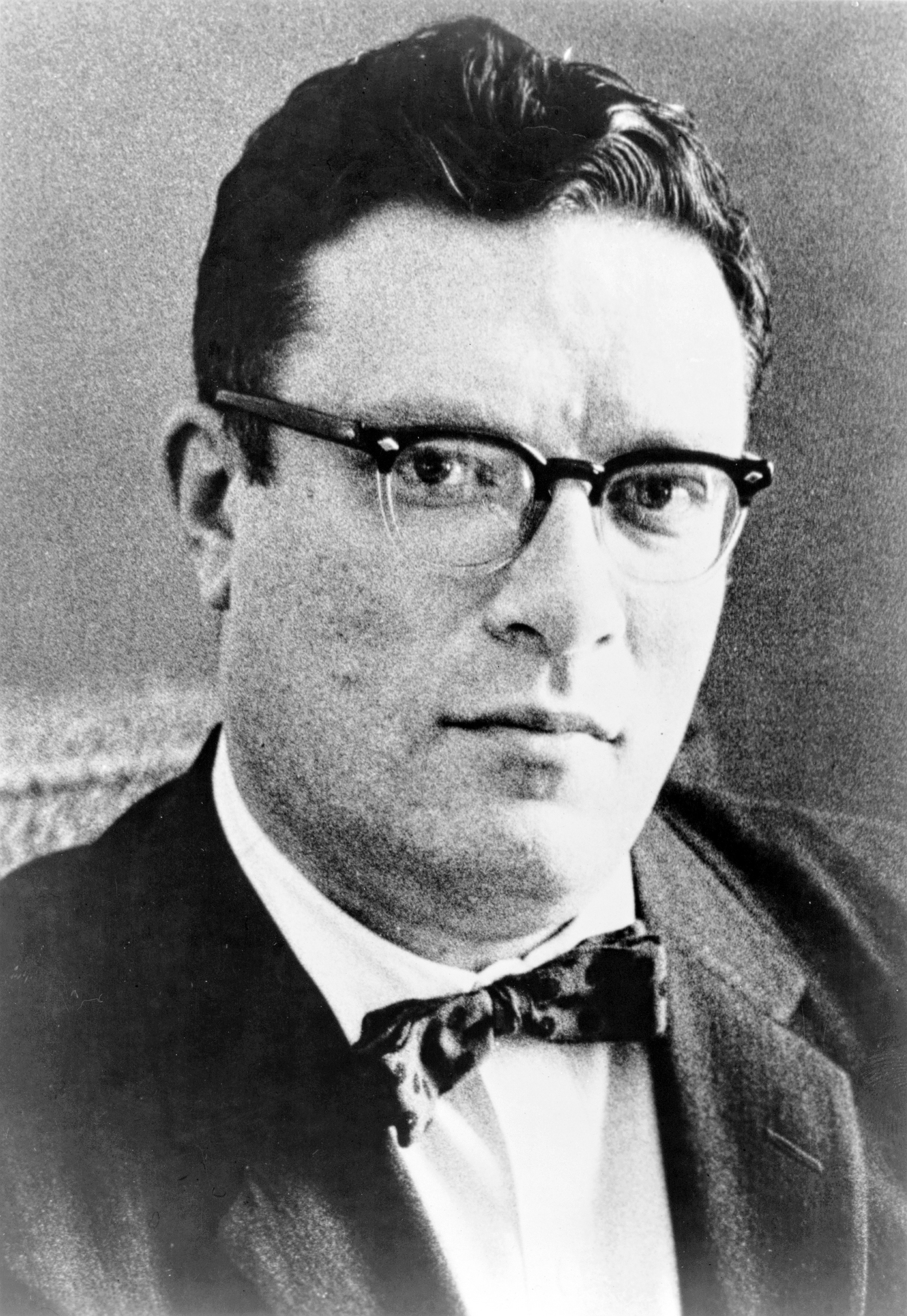
Isaac Asimov († 1992)

- 1992: Isaac Asimov, US-amerikanischer Biochemiker und Science-Fiction-Schriftsteller
- 1993: Heinrich Junker, deutscher Politiker, MdL, Landesminister in Bayern
- 1993: Inge von Wangenheim, deutsche Schriftstellerin und Schauspielerin
- 1994: Margit Åsberg-Albrechtsson, schwedische Skilangläuferin
- 1994: Juvénal Habyarimana, ruandischer General, Politiker, Minister, Präsident
- 1994: Friedrich Kless, deutscher General
- 1994: Catherine Lombard, französische Freestyle-Skierin
- 1994: Cyprien Ntaryamira, burundischer Staatspräsident
- 1994: Dieter Oesterlen, deutscher Architekt und Hochschullehrer
- 1995: Vieno Sukselainen, finnischer Politiker
- 1996: Greer Garson, US-amerikanische Filmschauspielerin
- 1997: Stephan Hermlin, deutscher Dichter
- 1997: Jesús López Pacheco, spanischer Schriftsteller
- 1997: Rosita Serrano, chilenische Sängerin und Schauspielerin
- 1997: Gabriel Toubia, libanesischer Erzbischof
- 1998: Edgar Ablowich, US-amerikanischer Hürdenläufer und Sprinter
- 1998: Wendy O. Williams, US-amerikanische Rockmusikerin
- 1998: Tammy Wynette, US-amerikanische Country-Sängerin
- 2000: Bernardino Echeverría Ruiz, ecuadorianischer Geistlicher, Erzbischof von Guayaquil
- 2000: Habib Bourguiba, tunesischer Staatspräsident
- 2000: Álvaro Menéndez Leal, salvadorianischer Lyriker, Erzähler, Dramatiker, Essayist und Journalist
- 2000: Gerhard Schill, deutscher Parteifunktionär und Oberbürgermeister Dresdens in der DDR
- 2000: Anton Stingl, deutscher Gitarreninterpret und -pädagoge

### 21. Jahrhundert
- 2001: Jewgeni Wassiljewitsch Malinin, russischer Dirigent, Musikpädagoge und Geiger
- 2002: Martin Sperr, niederbayerischer Dramatiker und Schauspieler
- 2003: Anita Borg, US-amerikanische Computerwissenschaftlerin und Frauenrechtlerin
- 2003: Gerald Emmett Carter, kanadischer Geistlicher, Erzbischof von Toronto
- 2003: Babatunde Olatunji, nigerianischer Perkussionist
- 2004: Jakob Alder, Schweizer Volksmusikant
- 2004: Axel Dünnwald-Metzler, deutscher Unternehmer

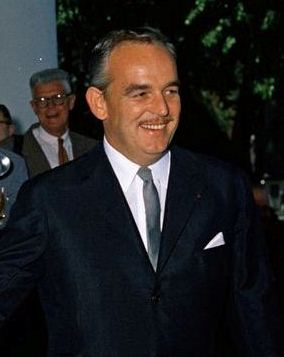
Rainier III. († 2005)

- 2005: Rainier III., Fürst von Monaco
- 2005: Konrad Reiss, deutscher Manager
- 2006: Augustyn Bloch, polnischer Komponist und Organist
- 2006ː Halit Yozgat, Betreiber eines Internetcafés; Mordopfer des NSU
- 2006: Walter Boehlich, deutscher Kritiker, Verlagslektor, Übersetzer und Herausgeber
- 2007: Luigi Comencini, italienischer Filmregisseur
- 2008: Georg R. Schroubek, tschechischer Volkskundler
- 2009: Andrzej Stelmachowski, polnischer Rechtswissenschaftler und Politiker
- 2010: James Aubrey, britischer Schauspieler
- 2011: Hansjoachim Tiedge, deutscher Nachrichtendienstbeamter und Überläufer
- 2012: Lia Frank, russlanddeutsche  jüdische Psychologin, Lehrerin, Schriftstellerin
- 2012: Heinz Kahlau, deutscher Lyriker
- 2012: Meenakshi Thapar, indische Schauspielerin

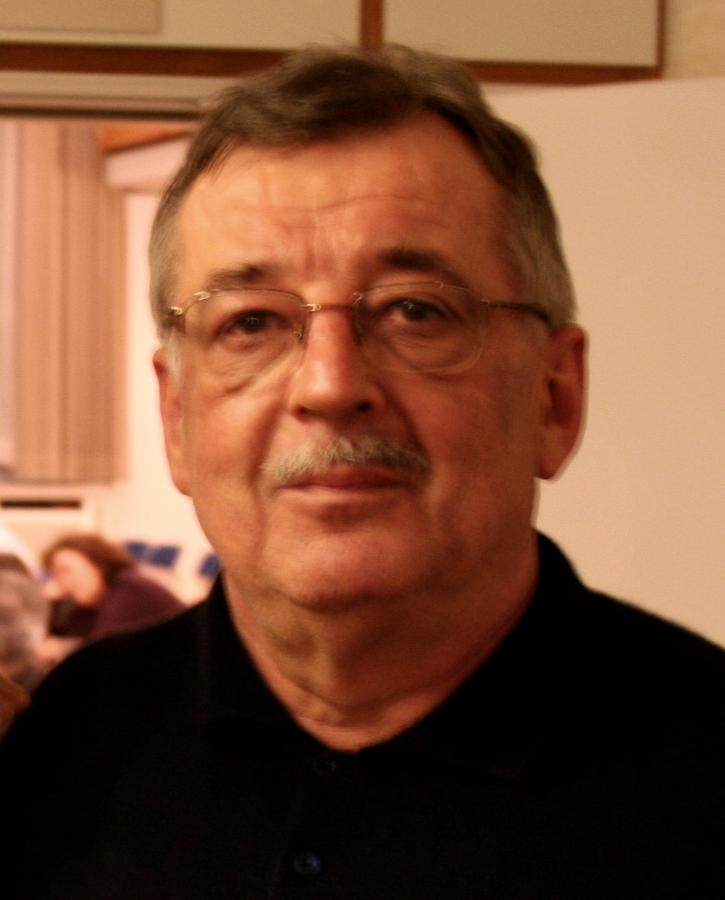
Ottmar Schreiner († 2013)

- 2013: Ottmar Schreiner, deutscher Jurist und Politiker, MdB
- 2014: Jacques Castérède, französischer Komponist
- 2014: Mickey Rooney, US-amerikanischer Schauspieler
- 2014: Massimo Tamburini, italienischer Motorrad-Konstrukteur
- 2015: Walter Haubrich, deutscher Journalist und Romanist
- 2016: Merle Haggard, US-amerikanischer Country-Musiker
- 2016: Wolfgang Horak, deutscher Ruderer
- 2017: Armand Gatti, französischer Schriftsteller und Regisseur
- 2017: Don Rickles, US-amerikanischer Komiker und Schauspieler
- 2018: Reinhard Rürup, deutscher Neuzeithistoriker und NS-Forscher
- 2019: Nadja Regin, serbische Schauspielerin
- 2019: David J. Thouless, britischer Physiker
- 2020: William R. Polk, US-amerikanischer Historiker und politischer Berater
- 2021: Chuck Darling, US-amerikanischer Basketballspieler
- 2021: Grischa Huber, deutsche Schauspielerin
- 2021: Hans Küng, Schweizer Theologe und Autor
- 2021: Rodolfo Da Ponte, paraguayischer Fechter
- 2021: Gerhard Sperl, österreichischer Montanwissenschaftler, Hochschullehrer, Historiker und Kommunalpolitiker
- 2022: Mark Conover, US-amerikanischer Marathonläufer
- 2022: Karol Divín, slowakischer Eiskunstläufer
- 2022: Ana Pascu, rumänische Fechterin
- 2022: Rae Allen, Schauspielerin
- 2023: Malika El Aroud, Internet-Islamistin mit marokkanischer Herkunft
- 2024: Zofia Kucówna, polnische Schauspielerin

## Feier- und Gedenktage
- Kirchliche Gedenktage
  - Sel. Notker I., Schweizer Mönch und Dichter (evangelisch und römisch-katholisch)
  - Hl. Methodius, byzantinischer Bischof und Missionar (orthodox)
  - Albrecht Dürer, deutscher Maler (evangelisch: ELCA, LCMS)
  - Lucas Cranach der Ältere, deutscher Maler (evangelisch: ELCA, LCMS)
  - Matthias Grünewald, deutscher Maler (evangelisch: ELCA)
  - Michelangelo, italienischer Maler (evangelisch: LCMS)
- Staatliche Feier- und Gedenktage
  - Thailand: Chakri-Tag (erinnert an die Thronbesteigung von Rama I., dem Begründer der Chakri-Dynastie 1782)

- Internationaler Tag des Sports für Entwicklung und Frieden

Weitere Einträge enthält die Liste von Gedenk- und Aktionstagen.